# Саратов
Сара́тов — город на юго-востоке европейской части России, административный центр Саратовской области. Является городом областного значения. Вместе с пригородным Гагаринским районом составляет городской округ Саратов. Крупный культурный, экономический и образовательный центр Поволжья. Второй по площади и семнадцатый по численности населения город России. Не будучи городом-миллионером, одновременно является центром Саратовской агломерации, население которой превышает 1,3 миллиона человек.
Находится на правом берегу Волгоградского водохранилища реки Волги, напротив устья реки Саратовки и города Энгельса, расположенных на противоположном берегу. Расстояние 389 км от города Волгограда и 442 км от города Самары, в 858 км к юго-востоку от Москвы.
Основан как сторожевая крепость для охраны южных рубежей Русского государства в 1590 году, в царствование Фёдора Ивановича. Во второй половине XVIII века стал крупным перевалочным пунктом и центром торговли рыбой и солью, а с XIX века одним из центров торговли зерном. Саратов получил статус губернского города в 1780 году в результате областной реформы Екатерины II. В начале XX века был крупнейшим по численности жителей городом на Волге. С 1909 года действует университет.
Саратов — многофункциональный центр с многочисленными промышленными, культурными, образовательными учреждениями. В историческом центре находятся администрации города и области (комплекс зданий, построенных в конце XIX — середине XX века); театры: оперы и балета (1875), драмы (1803), юного зрителя (1918), консерватория (1912), цирк (1876), филармония (1937); музеи: Саратовский художественный музей имени А. Н. Радищева (1884), Музей К. А. Федина (здание начала XVIII века), музей-усадьба Николая Чернышевского (начало XIX века); Троицкий собор (конец XVII века); большое количество памятников архитектуры конца XVIII — начала XX веков федерального и регионального значения.
Помимо одного из старейших университетов России, функционирует более двух десятков вузов. Развиты машиностроение, нефтяная и химическая промышленность.
Указом Президента Российской Федерации от 2 июля 2020 городу было присвоено звание «Город трудовой доблести».

## Этимология
Наиболее распространённая версия говорит, что Саратов получил своё название по тюркскому названию Соколовой горы «сары тау» — «жёлтая гора». По другой версии «сары тау» — это названия Змеиного камня желтобрюхих полозов, расположенного в устье реки Терешки напротив крепости Саратов на Медвежьем острове, позже переименованного в честь каспийского полоза — остров Чардымский (см. викимапия), к которому, согласно распоряжению сторожевой и станичной службе правительства царя Ивана Васильевича Грозного, постоянно с 1574 по 1579 год проезжали станицы сторожевой службы, стоявшие между Доном и Волгой под Тилеорманским лесом на реке Вороне.
Существуют и другие гипотезы. Есть предположение, что название города произошло от слов «сар атав» — «низменный остров» или «сарык атов» — «ястребиный остров». Также «сары атау», где «сары» — «жёлтый», либо в переносном значении «красивый», а «атау» — «остров». Есть предположение, что Саратов получил своё название от скифско-иранского гидронима «сарат». Существует также множество гипотез, которые находят куда меньшее подтверждение, чем вышеприведённые.

## История
Город Саратов был основан 2 (12) июля 1590 года князем Григорием Засекиным и боярином Фёдором Туровым на полпути между Самарой и Царицыном.
Точное место первоначальной Саратовской крепости неизвестно — оно варьируется от современных левобережной Анисовки близ городища золотоордынского Укека до Пристанного на правом берегу Волги. В зиму 1613—1614 годов город сгорел и в 1617 году был вновь построен на левом берегу Волги, в устье реки Саратовка.
В 1674 году, по царскому указу Алексея Михайловича «Саратов на горах делать новый», город был перенесён на правый берег Волги, в район нынешней Музейной площади.
В итоге город Саратов закладывался русскими воеводами три раза: в 1590, 1617 и 1674 годах, и каждый раз на новом месте. К югу от горы, которая сейчас называется Соколовая, полковник Александр Шель заложил уже третью на новом месте постройку города в 1674 году. Соколовая гора и сейчас является популярным местом, откуда виден весь центр города.
Весь XVII век Саратов и окрестности подвергались разорениям от разных воровских шаек, калмыков и кубанских татар, не перестававших нападать на него вплоть до первой половины XVIII века. В 1670 году Степан Разин подверг город трёхдневному грабежу. В 1708 году Саратов был в осаде войск Булавина.
Оседлое земледельческое население весьма долгое время не могло заселить территорию края. Сюда переселялись лишь те, кого привлекала вольная жизнь казачества и безнаказанность грабежей и разбоев на Волге.
Сооружение Царицынской сторожевой линии и другие мероприятия Петра I по укреплению безопасности создали условия для заселения Правобережья Волги. По Областной реформе 1708 года Саратов был отнесён к Казанской губернии. В 1718 году город отошёл к Астраханской губернии, с 1728 года — вновь к Казанской, в 1739 году — вновь к Астраханской.
В 1700 году Пётр I пожаловал грамоту об отводе Саратову 298 763 десятин на луговой и нагорной стороне Волги.
Сильный толчок развитию города дало учреждение в 1747 году «соляного управления». Напротив Саратова, возчиками соли (чумаками) с Эльтона, основывается Покровская слобода. Расположение на пересечении кратчайшего сухопутного пути на Москву и водного с низовьев Волги и Каспия делает Саратов важным перевалочным пунктом, крупным центром торговли рыбой и солью. Так, в 1750 году из Саратова было отправлено подводами 204 тыс. пудов рыбы (3264 тонн, для сравнения, в 2005 году было добыто 1800 тонн рыбы).
По манифесту Екатерины II 1762 года было прекращено преследование старообрядцев, им были выделены земли в Заволжье. В 1763 году иностранцы были приглашены селиться на свободных землях Поволжья и Новороссии. Учреждённая в Саратове в 1766 году «Контора канцелярии опекунства иностранных» стала центром управления немецкими колонистами в Поволжье.
В Саратове Емельян Пугачёв имел свой последний ощутимый успех. 6 (17) августа 1774 года армия самозванца окружила, а после боя 7 августа взяла город. Но к этому времени отряды Михельсона уже буквально шли по пятам пугачёвцев, и 11 августа Саратов перешёл под контроль правительственных войск.
11 (22) января 1780 город стал центром Саратовского наместничества, переименованного в 1796 году в Саратовскую губернию.

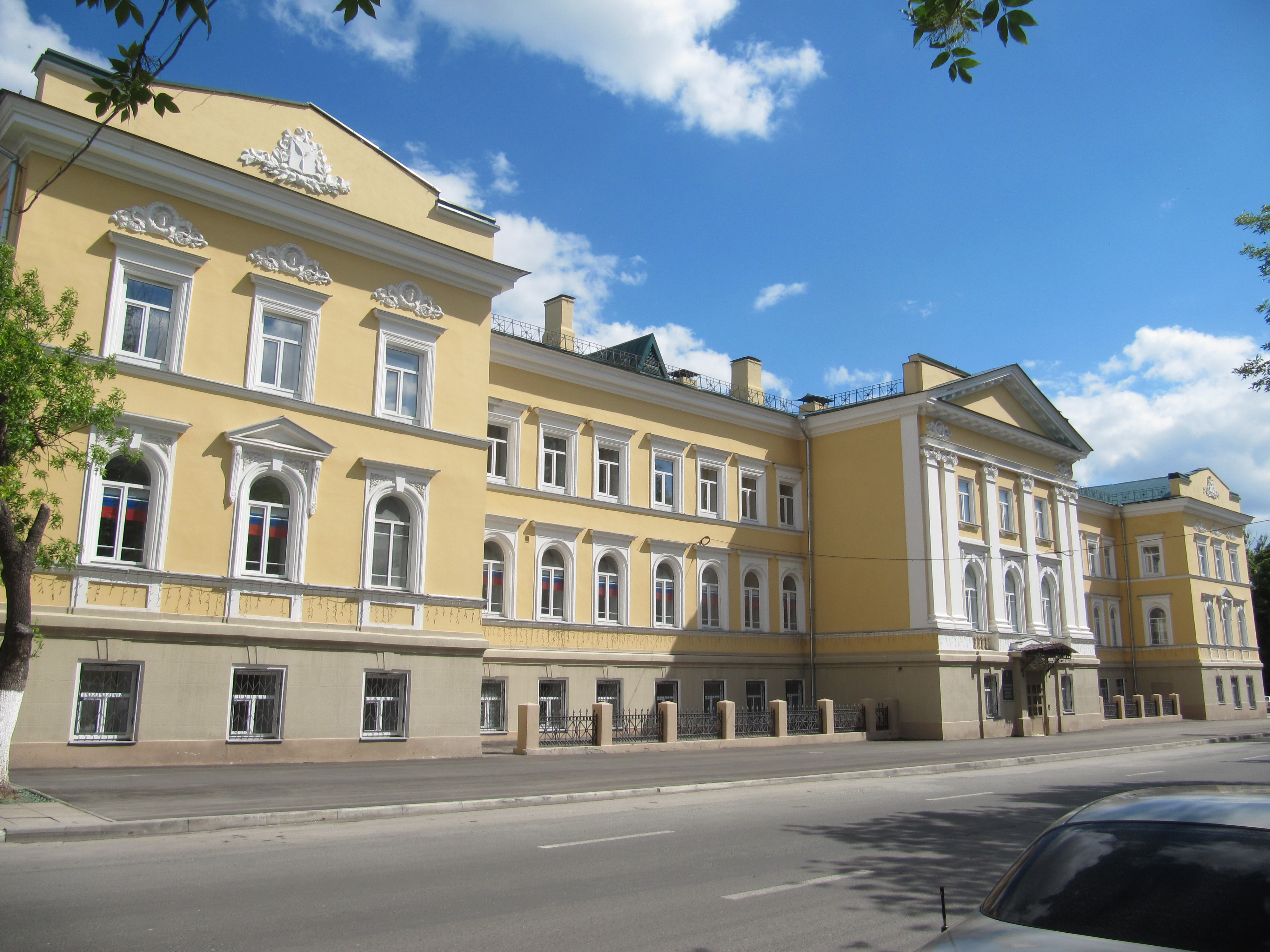
Здание присутственных мест, арх. Суранов В. И. 1807 г.

Административные меры просвещённого абсолютизма по организации и развитию города выразились в развёртывании гражданского каменного строительства, насаждении современного образования и здравоохранения. Были открыты народное училище (1786), типография (1794), Александровская больница (1806). Построены здание присутственных мест (1807), дворянское собрание (1807), театр (1810), гостиный двор (1811), первая мужская гимназия (1820), соборы Александра Невского (1825) и Спасо-Преображенский (1826).
Основой развития города на более чем сто лет стал Генеральный план Саратова, утверждённый в 1812 году (составлен в 1803—1810 годах, переработан после большого пожара 1811 года), по которому для застройки отводились новые места. Планировались правильные геометрической формы кварталы, так называемая регулярная застройка. В старой части города предлагалось тоже «урегулировать» строительство домов.

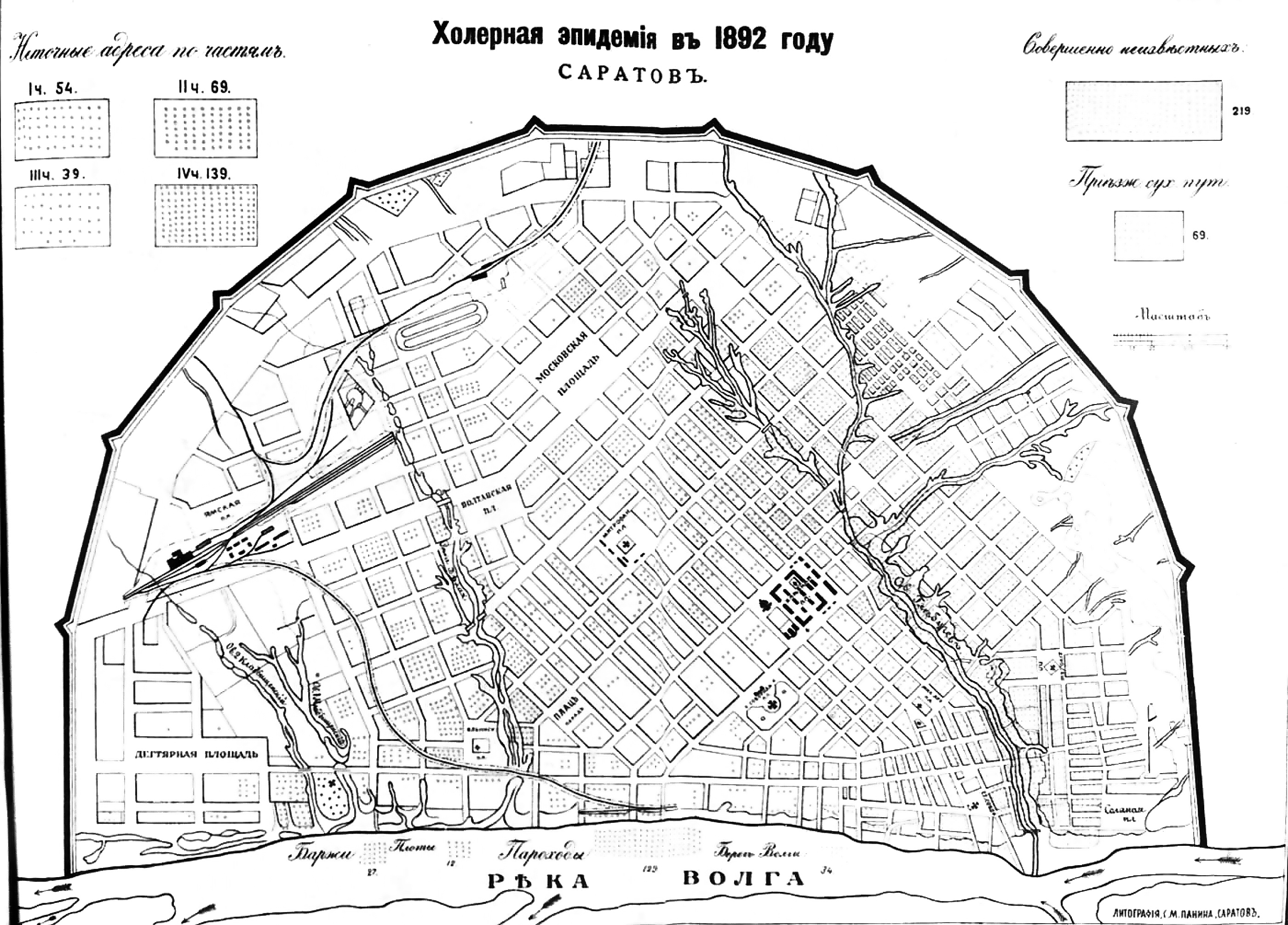
План Саратова 1892 года

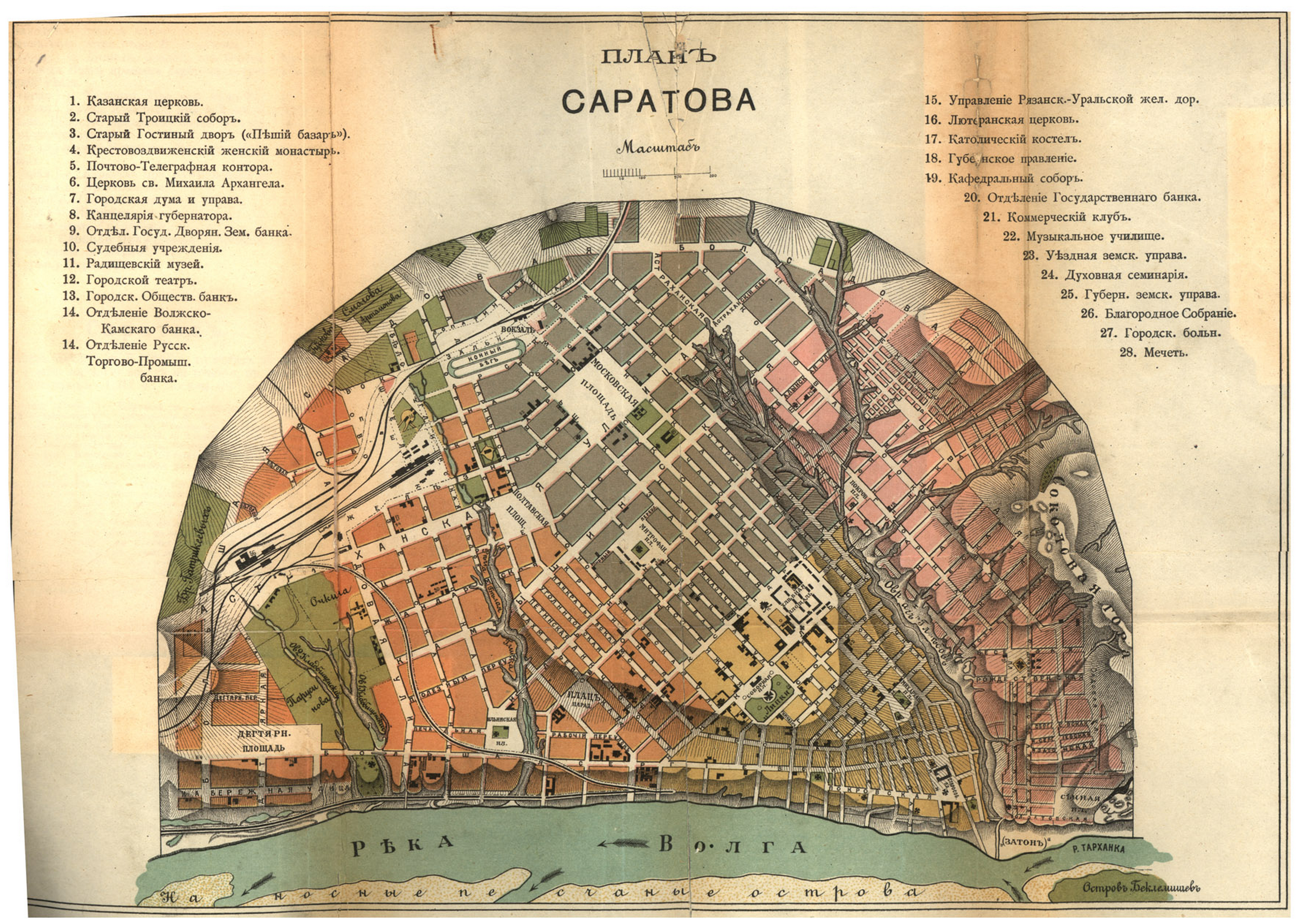
План Саратова Безчинский А. Я. «Путеводитель по Волге». — Москва: Т-во И. Н. Кушнерев и К°, 1903

Отечественная война 1812 года внесла свои коррективы в жизнь Саратова. Многие воины-саратовцы были отмечены боевыми орденами, а трое получили золотые шпаги с надписью «За храбрость». В 1813 году сюда ссылали пленных французов, которых использовали на общественных работах — они выравнивали овраги, строили плотины, сажали сады. В дальнейшем многие из них приняли русское подданство и остались навсегда в Саратове, заселив кварталы немецкой слободы. Одни из них приглашались в качестве гувернёров и учителей в русские семейства и учебные заведения, другие открыли в городе ремесленные заведения — сапожные и мебельные. В память о победе над Французской империей в центре города был возведён храм Александра Невского.
В царствование Николая Павловича наводится порядок в губернской администрации, укрепляется законность. Строится тюремный замок и казармы. В городе возводятся капитальные здания 4 полицейских частей с пожарными каланчами. «С тех пор по устройству саратовская пожарная команда и инструменты соперничали с московской, как отзывалось начальство при инспекторских смотрах её». До этого город выгорал до 15 раз.
В 1828 году в Саратове начала работать Саратовская табачная фабрика — одна из первых в России. Кроме неё действовали канатный, кожевенный, колокольный, кирпичный и ряд других заводов. Ткацкие мастерские вырабатывали знаменитую дешёвую ткань — сарпинку, «родиной» которой была немецкая колония Сарепта.
В 1830 и 1848 годах разразились эпидемии холеры. Продолжавшаяся более месяца эпидемия 1830 года унесла до 10 000 человек.
В 1844 году было торжественно открыто новое здание городской думы.
В 1882 была открыта саратовская биржа. Открытие биржи прошло 14 февраля 1882 года, через 10 лет после принятия устава биржи в 1870 году.
В 1892 году в Саратове вновь вспыхнула эпидемия холеры, что вызвало бунт в Хвалынске.

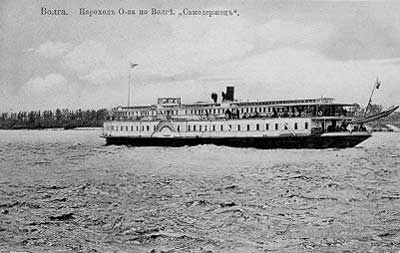
Пароход «Самодержец» Общества пароходства по Волге

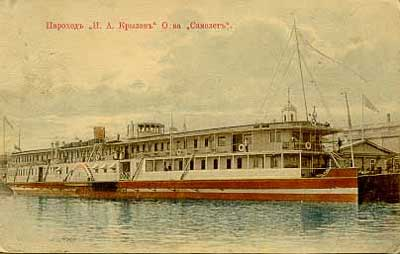
Пароход «И. А. Крыловъ» общества «Самолётъ»

Дальнейший рост ремесла и торговли стимулировало развитие на Волге пароходства. В XIX веке Саратову для развития необходим был водный транспорт, так как железные дороги и гужевой транспорт не обеспечивали всех потребностей города как торгово-промышленного центра.
Волга, превратившаяся в главную транспортную магистраль России, сделала Саратов крупным портом. Число жителей города росло, изменялся и внешний облик города; по отзывам современников среди других городов «Саратов стал занимать одно из первых мест по красивости строений и по богатству жителей».

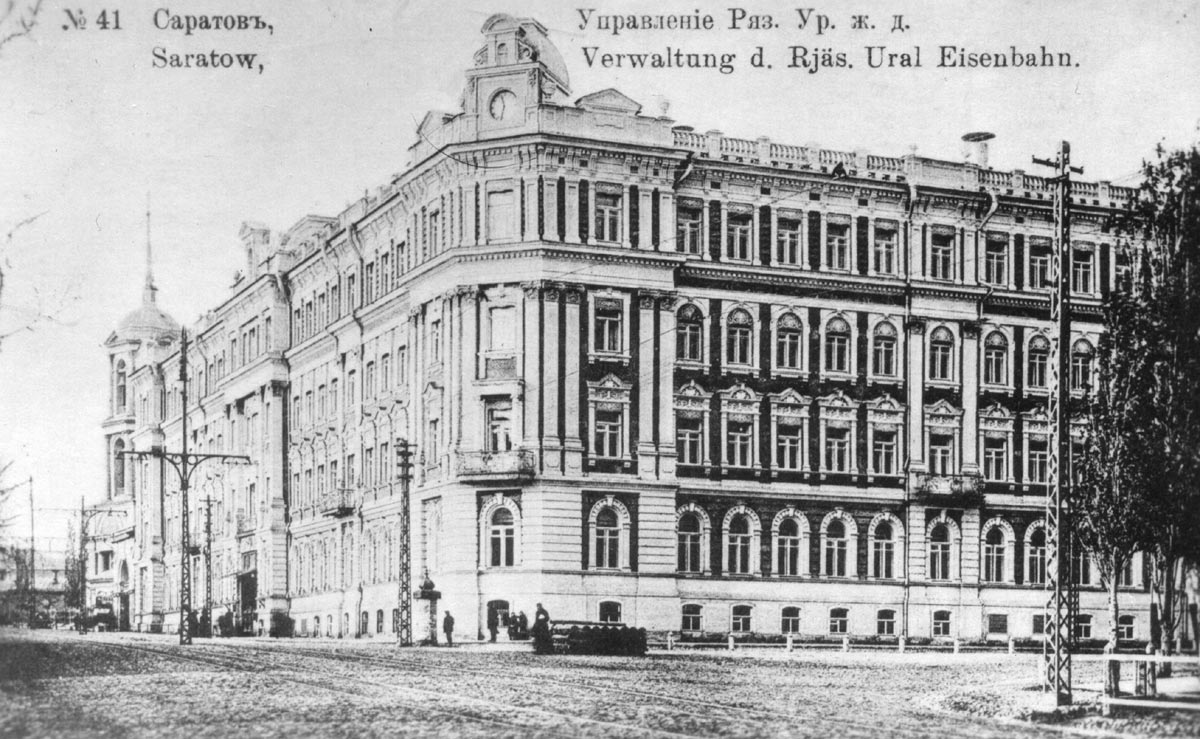
Управление Рязано-Уральской железной дороги в Саратове построено в 1907—1914 гг.

Сильнейший толчок к развитию Саратовской губернии дало строительство в июле 1871 года железной дороги Тамбов — Саратов, соединившей город с железнодорожной сетью страны. Саратов соединился железной дорогой с Москвой, Петербургом и портами Балтийского моря. К началу XX века по железной дороге из Саратова можно было проехать в 11 губерний России, начался быстрый рост промышленности.
27 ноября (10 декабря) 1916 год в Саратове состоялось открытие Крытого рынка. Построенный ещё сто лет назад по проекту архитектора и инженера В. А. Люкшина, он и в наши дни вызывает восхищение. В 2016 году примыкающая к зданию улица получила имя В. А. Люкшина.

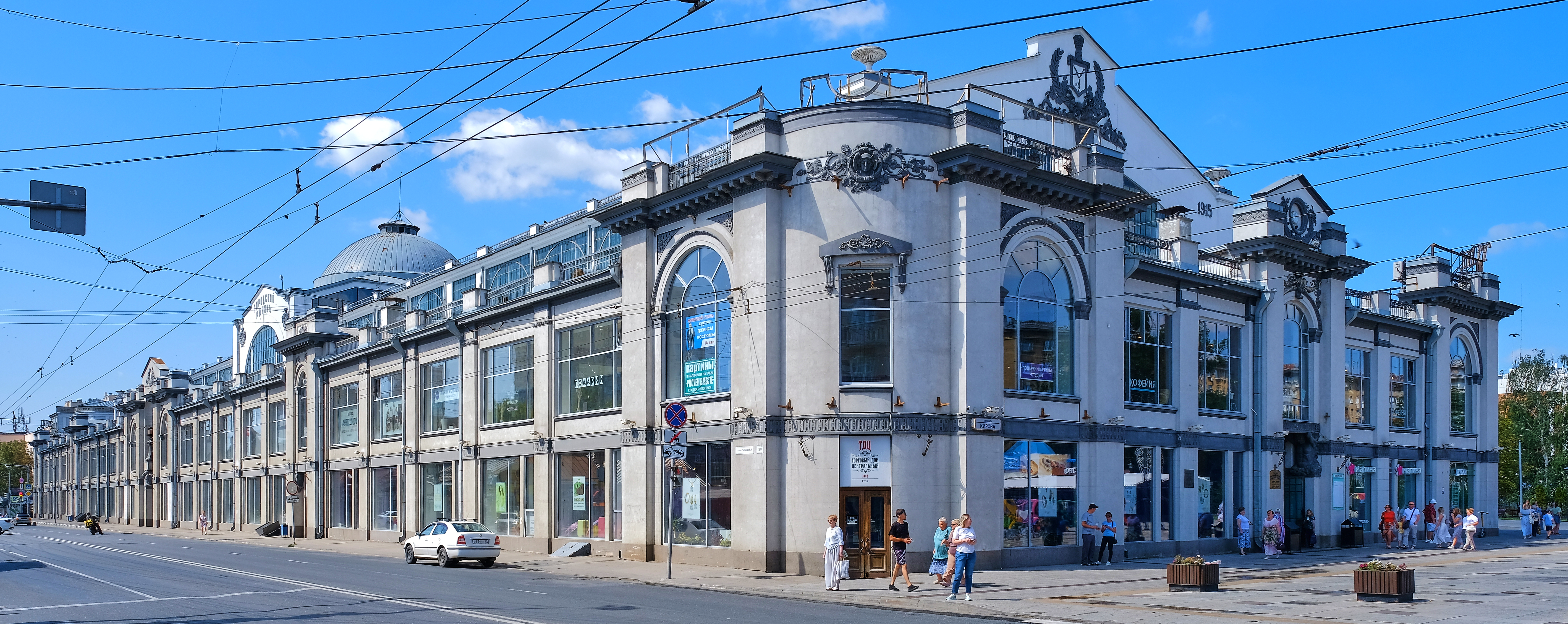
Здание крытого рынка (построено в 1916 году по проекту архитектора В. А. Люкшина)

Одним из главных предметов торговли Саратова конца XIX века был хлеб. Город стал одним из крупнейших в России центров торговли зерном и мукомольной промышленности. Во второй половине XIX века в городе появляются паровые мельницы. Первой была мельница Зейферта и Уварова (1865 год). За ними паровые мельницы строят Борель (1876 год), Рейнеке и Шмидт (1879 год). В итоге Саратов по производству муки выходит на первое место в стране.

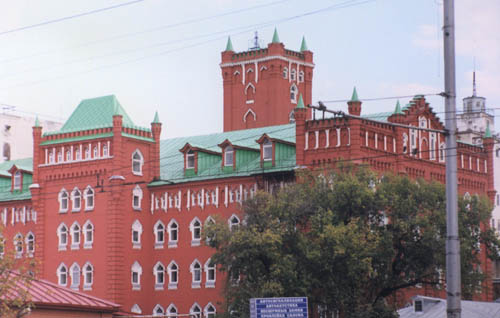
Мельница Шмидта

В 1888 году трое братьев Шмидт учреждают Торговый дом «Братья Шмидт». Кроме паровых мельниц в Саратове продолжалась работа и на водяных мельницах. В 1890-е годы мукомольное крупчатое дело достигло большого размаха. В Москве открывается новое отделение фирмы. Мука сбывалась очень широко. Низкие сорта и отруби отправлялись в Астрахань и Казахстанские степи, а высшие сорта — в Верхневолжье, Москву, Петербург, за границу.
Так же значительной отраслью промышленности была маслобойная. Ведущая фабрика купца Шумилина А. И. была крупнейшей на Средней и Нижней Волге. Город сделался крупным посредником в торговле нефтяными продуктами, мясом, рыбой, солью, шерстью, табачная «фабрика» купца К. Штафа была одной из первых в России. Фабричная промышленность в основном перерабатывала сельскохозяйственные продукты. По производству муки, горчичного и подсолнечного масла Саратов занимал первое место в России.
Чугунолитейная и металлообрабатывающая отрасли занимали небольшое место в промышленном производстве губернии. Но и в этой части отрасли произошли изменения. Если в 1860 г. доля производства колокольных и чугунолитейных предприятий Саратова и Кузнецка сумела достичь лишь 1,7 % от общего числа продукции промышленности губернии, то в 1892 г. 7 механических и 10 чугунолитейных предприятия губернии выпустили продукцию на 1 251 000 руб., что составляло 5,3 % от общего числа производства всей промышленности губернии.
До конца 1920-х годов Саратов оставался крупнейшим из городов Поволжья (больше Казани, Нижнего Новгорода, Самары и др.) и нередко неофициально именовался «столицей Поволжья».

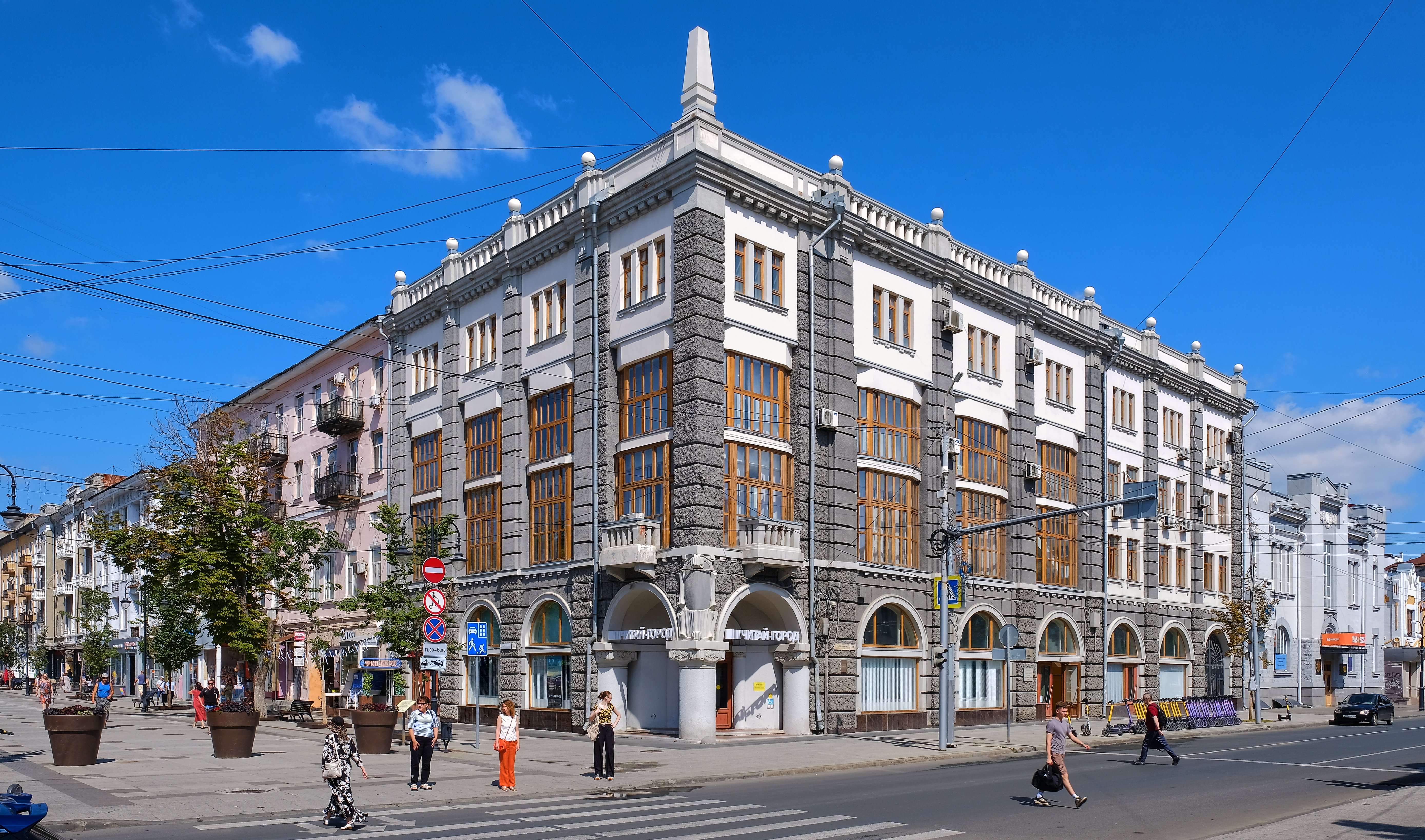
Магазин «Дом книги»

Поздно вечером 26 октября (8 ноября) 1917 года на проходившем в здании консерватории расширенном заседании Саратовского совета рабочих и солдатских депутатов большевиками принята резолюция о переходе всей власти к совету. Уже утром была занята располагающаяся в бывшем доме губернатора канцелярия комиссара Временного правительства Топуридзе. В ответ им было выпущено «Воззвание к гражданам Саратова» с призывом «для защиты порядка и спокойствия» с оружием в руках собраться у здания городской думы. Противостояние длилось два дня, после чего оборонявшие думу сдались (жертвы с обеих сторон были минимальны).
C 19 октября 1918 года по май 1919 года в Саратове располагались также советские органы власти Автономной области немцев Поволжья (в состав которой Саратов не входил).
С 1928 по 1932 год Саратов был административным центром Нижневолжского края, с 1934 года — Саратовского края, с 1936 года — Саратовской области.
Саратов в годы Великой Отечественной войны 1941—1945 годов переживал бурное развитие, когда сюда с запада СССР были эвакуированы ряд заводов и военных училищ. С фронта в Саратов везли раненых солдат, только на территории города было более 30 эвакогоспиталей. Из Саратова на фронт доставлялось оружие, боеприпасы и прочее необходимое бойцам.
До 1990 года Саратов был закрытым городом (не допускалось его посещение иностранцами), так как в городе работало несколько крупных предприятий оборонной промышленности, в частности, Саратовский авиационный завод, производивший военные и гражданские самолёты. Многие промышленные предприятия Саратова выполняли также заказы для советской космической программы.
В постсоветский период злободневными проблемами города стали порядок и чистота улиц и дворов из-за недофинансирования и качества управления.
В 2020—2022 гг. с целью расширенного развития города Саратову были переподчинены все населённые пункты бывшего Саратовского района, преобразованного в административный район под новым наименованием Гагаринский, без вхождения в городскую черту.

## Физико-географическая характеристика

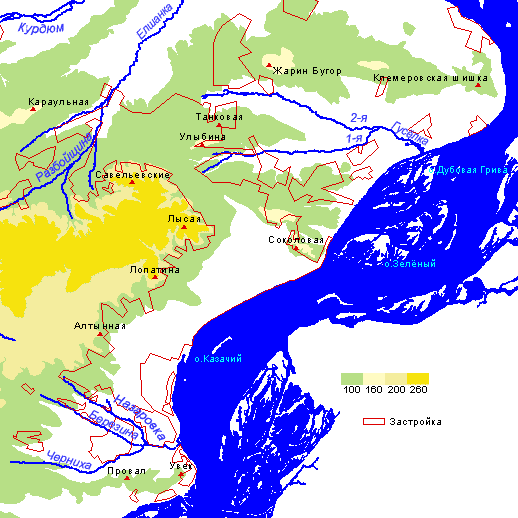
Рельеф Саратова

Город протянулся вдоль Волги на 34 км от реки Гусёлки на севере до железнодорожной станции Нефтяной на юге. Центральная и южная части города расположены в котловине (высота над уровнем моря 50-80 метров), окружённой с трёх сторон невысокими горами Приволжской возвышенности: Соколовой (165 м), Лысой (286 м), Лопатиной (274 м), Алтынной (251 м), Увек (135 м).
Холмы западной части города покрыты лесом Кумысной поляны. Территория города сильно расчленена оврагами и балками, идущими к Волге. Главные из них к северу от Соколовой расположены Маханный, Сеча, Алексеевский, Дудаковский, Слепыш. В приволжской котловине Глебучев (с ответвлениями Мясницкий и Кооперативный), Белоглинский, Вакуровский (Кладбищенский и Дегтярный), Безымянный (Мутный ключ), Залетаевский (Рокотовский), Токмаковский.
В связи с образованием Волгоградского водохранилища уровень воды в Волге у города поднялся более чем на 6 м. На Волге напротив Саратова расположены острова Дубовая грива, Зелёный, Покровские пески, Казачий. Ширина Волги напротив Саратова от 2,6 км у автомобильного моста до 8 км у пос. Зонального.
На западе город ограничен малыми реками Елшанкой и её притоком Разбойщиной, на севере — рекой 2-й Гусёлкой. На юге протекает река Назаровка с притоками Чернихой и Березиной.
Растительная зона: разнотравная лесостепь. Почвы: чернозёмы обыкновенные и южные.
На территории города расположены два нефтегазовых месторождения: Елшанское и Соколовогорское (открыто в 1940-х годах).

### Климат
Климат Саратова умеренно континентальный. Для города характерна длительная (около четырёх месяцев), умеренно холодная зима и жаркое, часто засушливое лето. Самые холодные месяцы — январь и февраль, самый тёплый — июль. Осадки выпадают равномерно в течение года, меньше — весной. Зимой, особенно в конце января — начале февраля, бывают морозы до −30 °C. Лето длится с середины мая до середины сентября, зима — с конца ноября до середины марта. Глубина сезонного промерзания составляет 150 см.
- Среднегодовая температура: +9 °C
- Среднегодовое количество осадков: 467 мм

Температура и осадки в течение года имеют следующие показатели
| Показатель                    | Янв. | Фев. | Март | Апр. | Май | Июнь | Июль | Авг. | Сен. | Окт. | Нояб. | Дек. | Год |
| ----------------------------- | ---- | ---- | ---- | ---- | --- | ---- | ---- | ---- | ---- | ---- | ----- | ---- | --- |
| Абсолютный максимум, °C       | +10  | +10  | +21  | +30  | +37 | +39  | +42  | +41  | +38  | +27  | +20   | +12  | +42 |
| Средний суточный максимум, °C | −0   | −0   | +6   | +16  | +23 | +27  | +29  | +28  | +22  | +13  | +6    | +0   | +12 |
| Средняя температура, °C       | −7   | −7   | −2   | +9   | +18 | +22  | +24  | +23  | +17  | +8   | −0    | −6   | +9  |
| Средний суточный минимум, °C  | −16  | −16  | −7   | +4   | +12 | +15  | +18  | +17  | +12  | +4   | −6    | −15  | +5  |
| Абсолютный минимум, °C        | −38  | −37  | −26  | −10  | −2  | +3   | +9   | +6   | −1   | −11  | −24   | −35  | −38 |
| Норма осадков, мм             | 41   | 39   | 35   | 30   | 37  | 51   | 45   | 29   | 38   | 35   | 43    | 45   | 467 |

Самая высокая температура, отмеченная в Саратове за весь период наблюдений, составила +42 °C (29 июля 2010 г.), а самая низкая −38 °C (23 января 1942 г.).

### Часовой пояс
Саратов находится в часовой зоне МСК+1. Смещение применяемого времени относительно UTC составляет +4:00.
В соответствии с применяемым временем и географической долготой средний солнечный полдень в Саратове наступает в 12:56.

## Население
| 1700     | 1739     | 1780     | 1811     | 1840     | 1847     | 1856     | 1860     | 1863     | 1870     | 1880     |
| -------- | -------- | -------- | -------- | -------- | -------- | -------- | -------- | -------- | -------- | -------- |
| 2000     | ↗7000    | ↗14 000  | ↗26 700  | ↗42 200  | ↗52 300  | ↗61 600  | ↗70 000  | ↗84 400  | ↗86 000  | ↗114 900 |
| 1890     | 1897     | 1906     | 1913     | 1914     | 1916     | 1923     | 1926     | 1931     | 1933     | 1937     |
| ↗120 000 | ↗137 000 | ↗196 700 | ↗210 100 | ↗235 300 | ↘231 800 | ↘181 500 | ↗212 395 | ↗277 455 | ↗327 500 | ↗351 326 |
| 1939     | 1956     | 1959     | 1962     | 1967     | 1970     | 1973     | 1975     | 1976     | 1979     | 1981     |
| ↗372 002 | ↗518 000 | ↗584 092 | ↗631 000 | ↗720 000 | ↗757 330 | ↗805 000 | ↗832 000 | →832 000 | ↗855 702 | ↗864 000 |
| 1982     | 1985     | 1986     | 1987     | 1989     | 1990     | 1991     | 1992     | 1993     | 1994     | 1995     |
| ↗881 000 | ↗887 000 | ↗889 000 | ↗918 000 | ↘904 643 | ↗907 000 | ↗911 000 | ↘909 000 | ↘904 000 | ↘899 000 | ↘898 000 |
| 1996     | 1997     | 1998     | 1999     | 2000     | 2001     | 2002     | 2003     | 2004     | 2005     | 2006     |
| ↘894 000 | ↘892 000 | ↘884 000 | ↘881 000 | ↘874 000 | ↘864 400 | ↗873 055 | ↗873 100 | ↘864 600 | ↘858 000 | ↘850 100 |
| 2007     | 2008     | 2009     | 2010     | 2011     | 2012     | 2013     | 2014     | 2015     | 2016     | 2017     |
| ↘841 400 | ↘836 098 | ↘830 953 | ↗837 900 | ↘837 436 | ↘836 892 | ↗839 755 | ↗840 785 | ↗842 097 | ↗843 460 | ↗845 300 |
| 2018     | 2019     | 2020     | 2021     | 2023     | 2024     | 2025     |          |          |          |          |
| ↘844 858 | ↘841 902 | ↘838 042 | ↗901 361 | ↘891 898 | ↘887 365 | ↘886 165 |          |          |          |          |

На 1 января 2025 года по численности населения город находился на 17-м месте из 1124 городов Российской Федерации.
Вместе с Энгельсом и другими населёнными пунктами образует агломерацию численностью 1,15—1,2 млн человек. Есть предложения по объединению Саратова и Энгельса в единый город-миллионер.

### Национальный состав
Саратов — крупный город, который исторически находился на стыке многих культур, на рубеже Европы и Азии, что оставило свой отпечаток на многонациональном составе города. Ниже приведены десять наиболее многочисленных народов (по данным Всероссийской переписи 2010 года):
| Национальность        | Численность (чел.) | % от указавших национальность |
| --------------------- | ------------------ | ----------------------------- |
| Русские               | 745 371            | 91,6 %                        |
| Татары                | 14 778             | 1,8 %                         |
| Украинцы              | 10 475             | 1,3 %                         |
| Армяне                | 8892               | 1,1 %                         |
| Казахи                | 7288               | 0,9 %                         |
| Азербайджанцы         | 5728               | 0,7 %                         |
| Мордва                | 2276               | 0,3 %                         |
| Белорусы              | 2132               | 0,3 %                         |
| Евреи                 | 1812               | 0,2 %                         |
| Чуваши                | 1730               | 0,2 %                         |
| другие национальности | 13 380             | 1,6 %                         |
| Всего                 | 813 862            | 100 %                         |

Лица, по которым нет данных о национальной принадлежности или не указана национальность, составляют 24 038 чел. или 2,9 % населения города.

### Языковой состав
Родной язык населения по данным переписи 1897 года:
| Язык             | Численность, чел. | Доля     |
| ---------------- | ----------------- | -------- |
| Русский          | 121 720           | 88,75 %  |
| Немецкий         | 8 367             | 6,10 %   |
| Польский         | 1 728             | 1,26 %   |
| Татарский        | 1 711             | 1,25 %   |
| Еврейский (идиш) | 1 293             | 0,94 %   |
| Украинский       | 1 159             | 0,85 %   |
| Другие           | 1 169             | 0,85 %   |
| Итого            | 137 147           | 100,00 % |

В настоящее время официальным и основным языком города является русский.

## Административное устройство

Городские районы Саратова
1. Волжский район
2. Заводской район
3. Кировский район
4. Ленинский район
5. Октябрьский район
6. Фрунзенский район

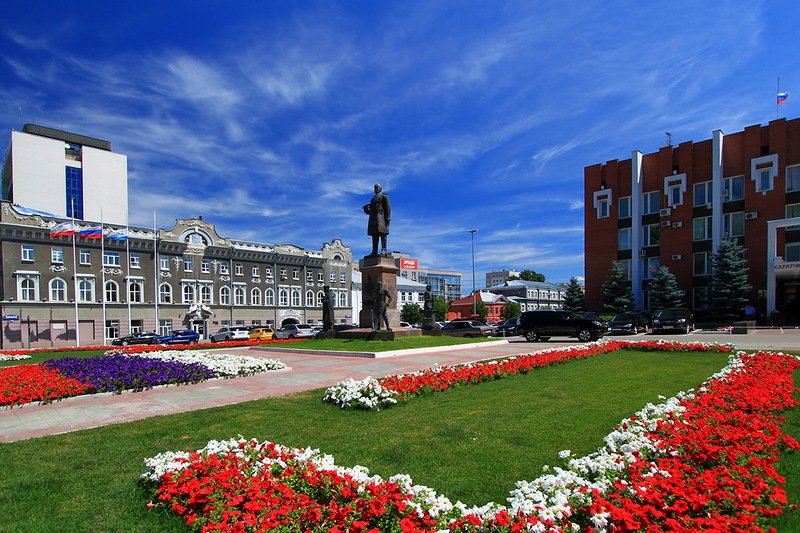
Площадь Столыпина. Слева — саратовская мэрия, в центре — памятник П. А. Столыпину, справа — Саратовская областная дума

В рамках административно-территориального устройства области, Саратов является городом областного значения.
В рамках организации местного самоуправления, город вместе со всеми 79 населёнными пунктами Гагаринского района составляет единое муниципальное образование город Саратов со статусом городского округа.

### Административное деление
Город Саратов разделён на 6 городских районов:
1. Волжский район
2. Заводской район
3. Кировский район
4. Ленинский район
5. Октябрьский район
6. Фрунзенский район

### Органы самоуправления
Структуру органов местного самоуправления города составляют:
- Саратовская городская Дума — представительный орган;
- Глава муниципального образования «Город Саратов» (глава города);
- Администрация муниципального образования «Город Саратов» (администрация города) — исполнительно-распорядительный орган;
- Контрольно-счётная палата муниципального образования «Город Саратов» (контрольно-счётная палата) — контрольно-счётный орган.

Глава муниципального образования (глава города) избирается депутатами Саратовской городской думы на первом заседании на срок полномочий городской думы и исполняет свои обязанности на постоянной основе. Глава администрации муниципального образования «Город Саратов» сначала назначался на должность по контракту, заключаемому по результатам конкурса на замещение указанной должности. В 2016 году должности главы администрации и главы муниципального образования были объединены.
Глава муниципального образования (глава города) с 10 ноября 2017 года — Михаил Александрович Исаев.
В структуру администрации города входят функциональные, отраслевые и территориальные органы администрации. К последним относятся администрации 6 городских районов, а также (с 1 января 2022 года) департамент Саратовского района.
К 1 января 2022 года городскому округу были переподчинены все оставшиеся городские и сельские поселения бывшего Саратовского муниципального района. Саратовский район был преобразован в административный район под наименованием Гагаринский, все населённые пункты которого включены в городской округ город Саратов, но не входят в черту города. При этом, согласно поправкам в генплан от 28 декабря 2021 года, в черту города Саратова была включена большая часть территорий четырёх бывших муниципальных образований (Багаевское, Красный Текстильщик, Рыбушанское и Синеньское), но без самих населённых пунктов. В результате площадь городской черты Саратова увеличилась в 2021 году с 390 до 838,6 км². Согласно поправкам от 19 сентября 2022 года площадь города увеличена до 1490 км² за счёт остальной части присоединённых к городскому округу территорий, но без самих населённых пунктов.
В феврале 2022 года были объявлены планы о присоединении к городскому округу города Саратова Сторожевского МО Татищевского района в составе 10 населённых пунктов.

## Транспорт

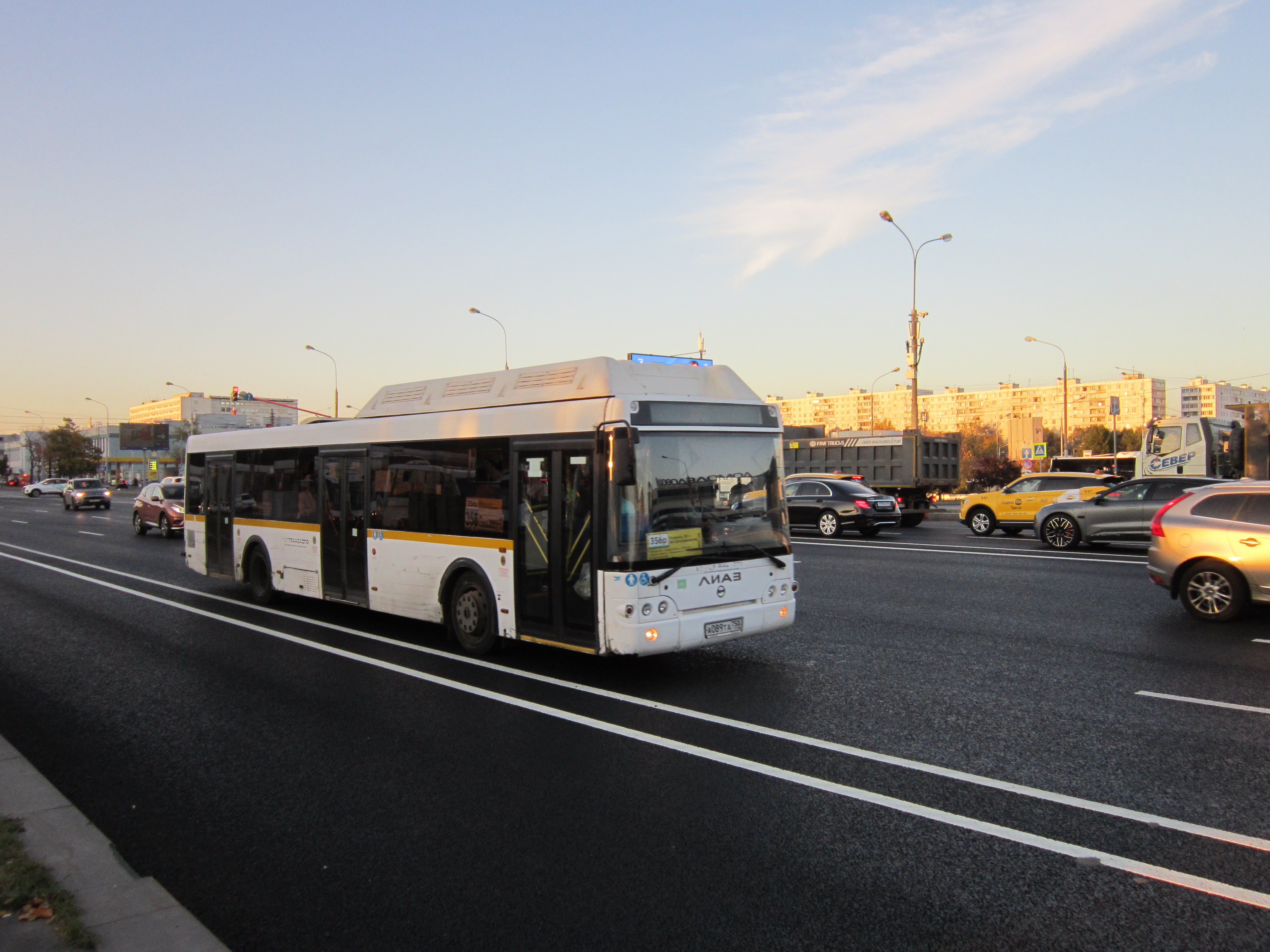
ЛиАЗ-5292.22

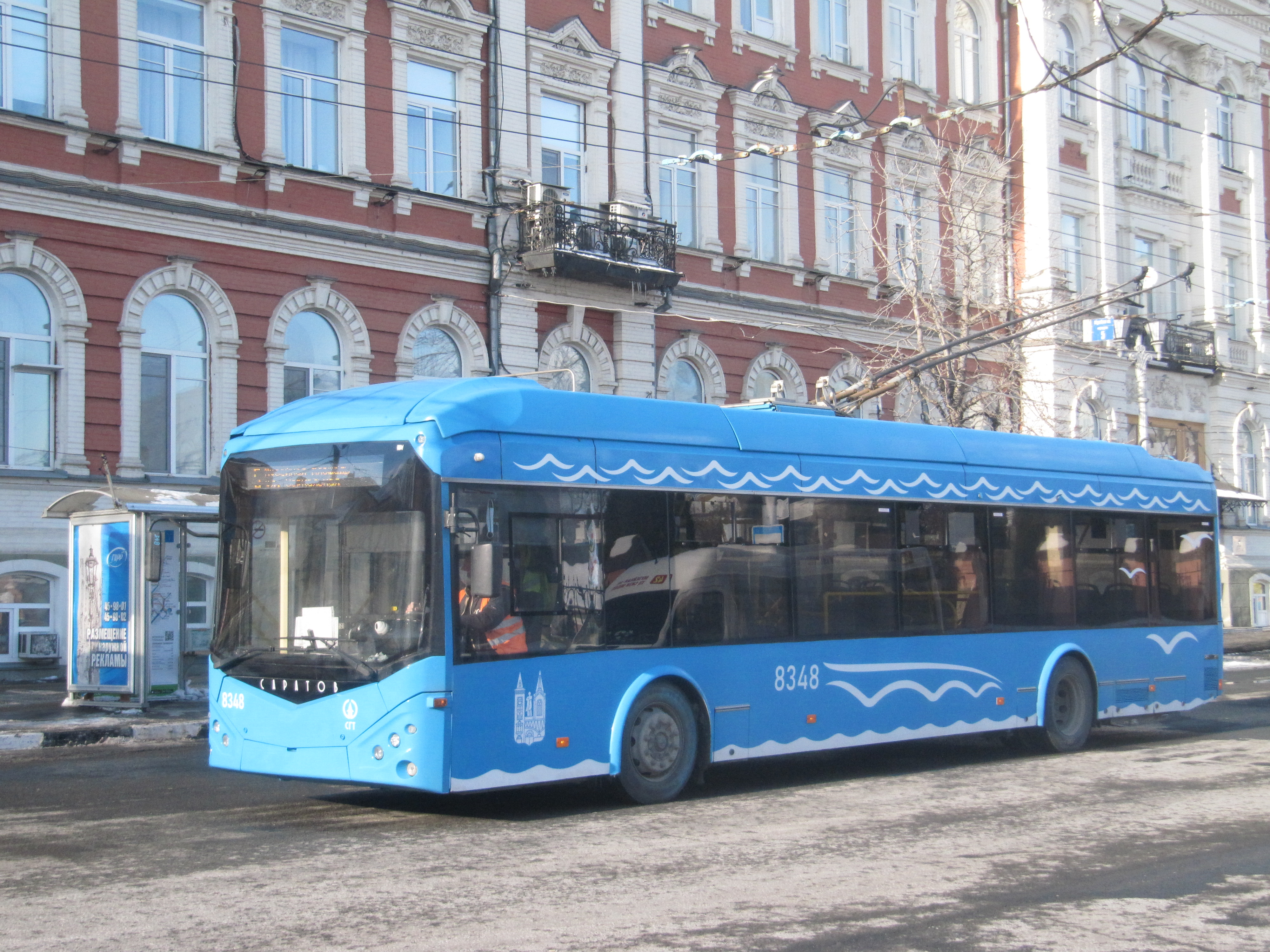
Саратовский троллейбус

### Городской общественный транспорт
В Саратове действуют основные системы общественного транспорта: трамвайная, троллейбусная, автобусная, маршрутного такси и такси. В настоящее время в Саратовской области проводится работа по оснащению автобусов пригородных и межмуниципальных маршрутов, а также грузового транспорта системами мониторинга ГЛОНАСС/GPS. На апрель 2012 г. к системе спутниковой навигации подключены 1724 единицы транспорта, в том числе более 160 единиц грузового транспорта и транспорта, перевозящего опасные грузы.
Старейшая из действующих систем общественного транспорта в Саратове — трамвайная, которая была открыта в 1908 году на электрической тяге (конно-железная дорога действовала с 1887 г.). В 1952 году была открыта троллейбусная система, которая до 2004 года была единой с городом-спутником Энгельсом, в 2021 году троллейбусный маршрут из Саратова в Энгельс был восстановлен и получил № 109. В советское время также появились автобусные маршруты. С 1995 года широкое распространение получили маршрутные такси.
Трамвайная и троллейбусная системы объединены под управлением МУПП «Саратовгорэлектротранс».
С 1968 года важную роль в системе общественного транспорта Саратова занимал маршрут городская электричка Техстекло — Трофимовский I — Саратов I — Примыкание — Кокурино, в час пик интервалы в движении составляли около 15 мин. Однако, начиная с 2000-х годов, в связи с институциональными преобразованиями на железнодорожном транспорте и экономической ситуацией в регионе были резко сокращены размеры движения электропоездов, железная дорога потеряла своё значение во внутригородских перевозках, после чего данный маршрут был отменён.
С увеличением численности населения города в конце 1980-х начал рассматриваться проект строительства метрополитена. Проект пока не дошёл до практической реализации, в федеральной программе финансирования строительства метрополитенов в РФ до 2020 года Саратов отсутствует. В 2010 году общественным движением «Саратовцы за метро» было предложено несколько проектов скоростного транспорта в Саратове.
1 мая 2025 года в Саратове был запущен скоростной трамвай по маршрутам № 9 и № 8. В ходе ремонтных работ были заменены рельсовое полотно, контактная сеть и тяговые подстанции. Средняя скорость движения по маршруту выросла вдвое (до 30 км/ч). Новые современные трамваи «Богатырь-М» оборудованы кондиционерами, валидаторами и бесплатным Wi-Fi, а новые остановочные павильоны — информационными табло.

### Автомобильный транспорт

Транзитные магистрали Саратова

Саратов расположен на пересечении магистральных железнодорожных и автомобильных линий, водных маршрутов. Имеются подъезды к городу от федеральных дорог М5 «Урал» и Р22 «Каспий». Также через Саратов проходят федеральные автодороги Р228 Сызрань — Саратов — Волгоград) и Р158 (Саратов — Пенза — Саранск — Нижний Новгород), а также Р229 (Самара — Волгоград), региональные автодороги 63Р-00005 (Саратов — Песчаный Умёт) и Саратов — Сокур. Вблизи города проходит объездная дорога.
Междугородние и пригородные перевозки осуществляет автобусный транспорт. Автобусы отправляются по маршрутам от автовокзала, улицы Радищева, Сенного рынка, стадиона «Волга» и от нескольких стоянок в городе.

### Железнодорожный транспорт
В Саратове находится управление Приволжской железной дороги. На территории города находится пассажирская железнодорожная станция Саратов I, а также станции Саратов II, Саратов III, Саратов-Порт (только грузовые перевозки), Трофимовский I, Трофимовский II (только грузовые перевозки), Жасминная, Примыкание, Кокурино (сейчас только грузовые перевозки), Князевка, Нефтяная (только грузовые перевозки). Кроме указанных станций, на территории Саратова имеется 21 остановочный пункт электропоездов. Имеется большое количество предприятий железнодорожного транспорта, в том числе вагонное и локомотивное депо.
С начала 1950-х годов ведутся работы по выводу из города транзитного грузового поездопотока; в 1954 году запущен южный железнодорожный обход Багаевка — Нефтяная (длина 13 км); в 1988 году — северный железнодорожный обход Курдюм — Липовский (25 км). До 2020 года планировалось строительство западного железнодорожного обхода Саратова длиной 45 км стоимостью 31 млрд рублей, однако реализация проекта до сих пор не начата. По состоянию на 1 января 2019 года на проведение проектно-изыскательских работ было потрачено 1,142 млрд рублей. По актуализированным планам, подготовительные работы по строительству западного железнодорожного обхода должны начаться в апреле 2020 года, собственно строительство — в апреле 2021 года. Окончание реализации проекта запланировано на ноябрь 2023 года.

### Воздушный транспорт
До 20 августа 2019 года действовал Саратовский международный аэропорт, был разработан проект переноса аэропорта из северной части города за городскую черту, в район села Сабуровка. В 2012 году Саратову выделены федеральные средства на строительство нового аэропорта. 10 октября 2012 года состоялась закладка первого камня нового аэропорта в Сабуровке. 27 февраля 2017 года была согласована схема строительства. 20 августа 2019 года новый аэропорт Гагарин принял первые самолёты.

### Речной транспорт

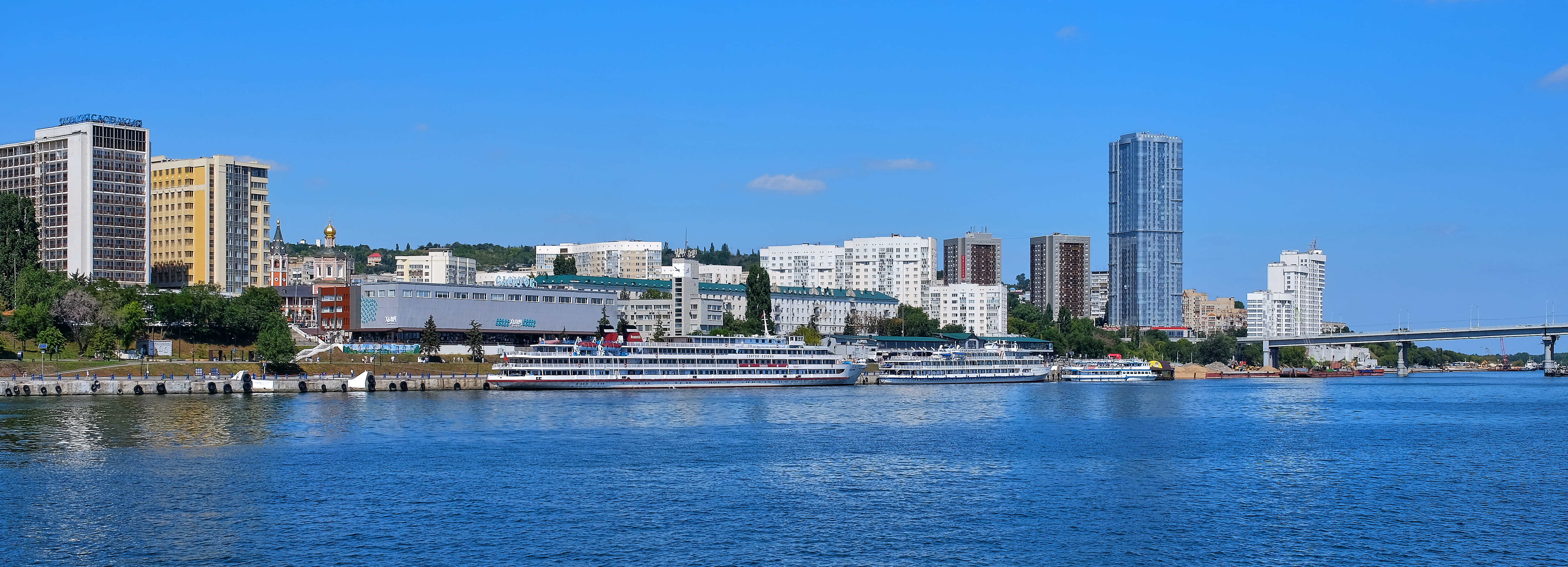
Теплоходы у причалов Речного вокзала

В городе имеется Саратовский речной вокзал, с которого в прошлом осуществлялись пассажирские перевозки по городам страны (Астрахань, Волгоград, Самара, Нижний Новгород, Казань, Москва), а также перевозки пассажиров внутри области на судах на подводных крыльях «Метеор» и «Ракета». До начала 2020-х годов с вокзала осуществлялись рейсы на круизных теплоходах в крупные города на Волге и на небольших судах местных линий в близлежащие сёла Шумейка и Сосновка. С мая 2025 года возобновились внутренние сообщения на новых судах на подводных крыльях «Валдай», первому из которых, курсирующему до Балаково, было присвоено имя «Саратов — Юрий Гагарин». К 2026 году число таких судов планируется увеличить до пяти.
Также имеется речной порт (АО «Саратовское речное транспортное предприятие»), грузовой район которого включает пять благоустроенных механизированных причалов, соединённых подъездным путём с железнодорожной станцией Саратов-Порт.

## Экономика

### Промышленность
Бурное развитие Саратова во всех направлениях экономики усилилось во время индустриализации страны 1930-х годов, серьёзным образом изменились объёмные и качественные показатели промышленности Саратова, основная производства доля сместилась с пищевого на металлообработку. В то время были построены крупные машиностроительные заводы, а после войны — приборостроительные и радиоэлектронные предприятия оборонного профиля. Таким образом, Саратов стал важным научным и производственным центром. В годы пятилеток Саратов стал индустриальным центром на юго-востоке страны. В наши дни город — важный промышленный центр Поволжья. Две трети промышленной продукции Саратова выпускают крупные и хорошо оборудованные предприятия машиностроения и приборостроения.
Саратовские предприятия производят транспортное оборудование, трикотаж, газовую аппаратуру, швейные изделия, кондитерские и табачные изделия, высококачественную мебель, домашние электрические холодильники и другие виды промышленной продукции.
Для последних двух десятилетий характерно фактическое исчезновение ряда промышленных предприятий города. Большинство из них были перепрофилированы в торговые и складские зоны. В числе закрытых предприятий находятся Саратовский авиационный завод, завод приёмно-усилительных ламп «Рефлектор», деревообрабатывающий завод «Карат Плюс», СНИИМ, завод им. Ленина, завод электронного машиностроения, маслозавод (снесены памятники промышленной архитектуры рубежа XIX—XX веков), станкостроительный завод, Саратоврезинотехника, ликёро-водочный и комбикормовый заводы, а также некоторые другие. Однако город по-прежнему остаётся крупнейшим промышленным центром области, на него пришлось 37,8 % от общей доли производства в регионе в 2012 году.

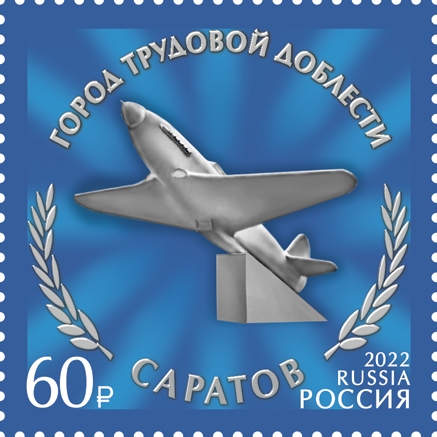
Почтовая марка. Города трудовой доблести. Памятник «Героям фронта и тыла» в Саратове (архитектор П. Войс)

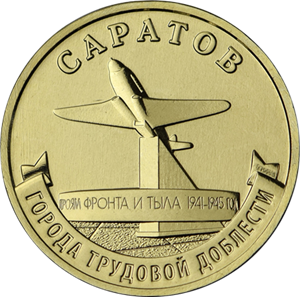
Памятная монета Банка России, 2024 год, серия «Города трудовой доблести»

Среди основных промышленных предприятий города:
- АО «Саратовский завод энергетического машиностроения»
- ПАО «Саратовский агрегатный завод»
- АО «Саратовский арматурный завод»
- ПАО «Саратовский подшипниковый завод» (принадлежит «Европейской подшипниковой корпорации», ранее ГПЗ-3 — Государственный подшипниковый завод № 3)
- ПАО «Саратовстройстекло»
- ПАО «Саратовский НПЗ» (входит в состав компании «Роснефть»)
- ООО «Саратоворгсинтез» (входит в группу «Лукойл»)
- ПАО «НПО „Базальт“» (входит в состав госкорпорации «Ростех»)
- АО «НПЦ Алмаз-Фазотрон» — филиал ПАО «Фазотрон-НИИР» (входит в состав госкорпорации «Ростех»)
- ПАО «Центральный НИИ измерительной аппаратуры» (ЦНИИИА, входит в состав холдинговой компании «Росэлектроника» госкорпорации «Ростех»)
- ПАО «Литий-Элемент» (входит в состав холдинговой компании «Росэлектроника» госкопрорации «Ростех»)
- АО «НПП „Контакт“» (входит в состав холдинговой компании «Росэлектроника» госкорпорации «Ростех»)
- АО «НПП „Алмаз“» (входит в состав холдинговой компании «Росэлектроника» госкорпорации «Ростех», акционировано в 1 квартале 2012 года[121])
- ПАО «Саратовский радиоприборный завод»
- ПАО «Саратовский электроприборостроительный завод им. С. Орджоникидзе» (входит в холдинговую компанию «Авиаприбор»)
- ПАО «Саратовдизельаппарат»
- ООО Мебельная фабрика «Мария»
- ПАО «Саратовский завод „Серп и Молот“»
- Филиал ФГУП «НПЦАП» — ПО «Корпус»
- ООО «ДСК „Грас-Саратов“» — завод по производству автоклавного ячеистого газобетона

### Энергетика
Современная энергетика Саратова начинается в 1930 году с пуском первого агрегата Саратовской ГРЭС. Появлению данного энергообъекта город обязан плану ГОЭЛРО. На сегодняшний день потребности города в тепловой и электрической энергии обеспечивают СарГРЭС (тепловая мощность — 506 Гкал/ч, электрическая мощность — 54 МВт), ТЭЦ-1 (тепловая мощность — 255 Гкал/ч, электрическая мощность — 22 МВт), ТЭЦ-2 (тепловая мощность — 1077 Гкал/ч, электрическая мощность — 296 МВт) и ТЭЦ-5 (тепловая мощность — 1260 Гкал/ч, электрическая мощность — 440 МВт). Совокупная мощность станций саратовского энергоузла составляет: тепловая — 3098 Гкал/ч, электрическая — 812 МВт. Все вышеперечисленные объекты входят в состав Волжской ТГК.
Энергосбытовые функции в городе в основном выполняет ООО «Саратовское предприятие городских электрических сетей» (СПГЭС). Помимо СПГЭС энергосбытовые услуги оказывает «Независимая электросетевая компания» (НЭСК), однако размеры бизнеса НЭСК на сегодняшний день несопоставимы с СПГЭС.

### Строительство

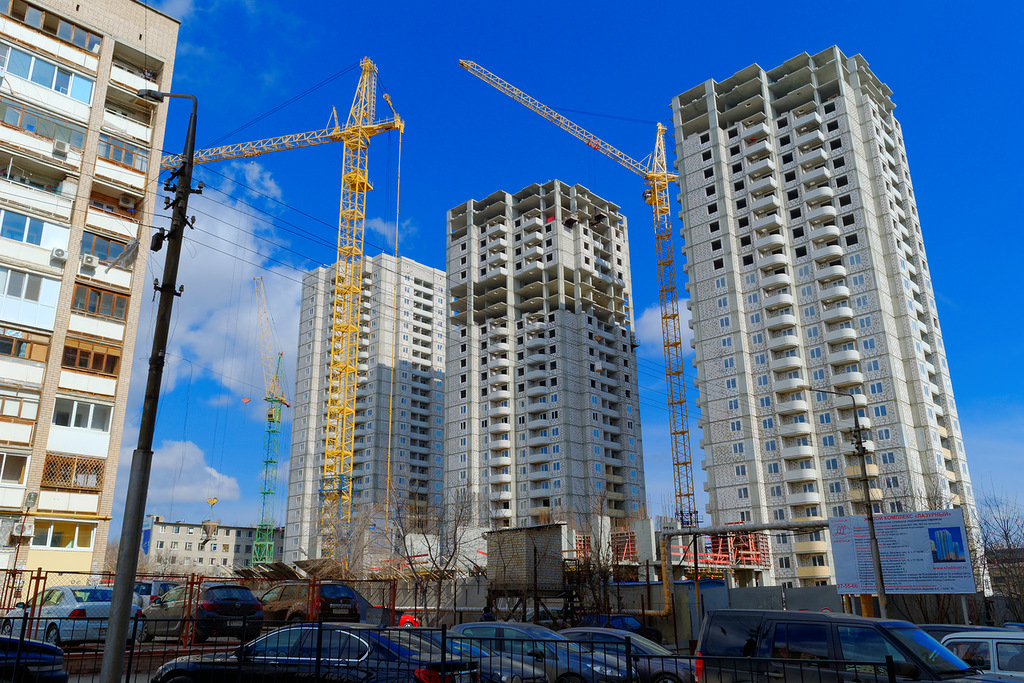
Строительство ЖК «Лазурный»

В 2012 году в эксплуатацию введено почти 727,6 тыс. м². жилья. В настоящее время в Саратове имеется несколько крупномасштабных строительных площадок, среди которых микрорайоны Солнечный-2, Юбилейный и другие. В центре города преобладает точечная застройка.
Саратов является одним из самых доступных по жилью городов России. Средняя стоимость квадратного метра жилья на вторичном рынке в июне 2013 года составила 38,5 тыс. рублей.

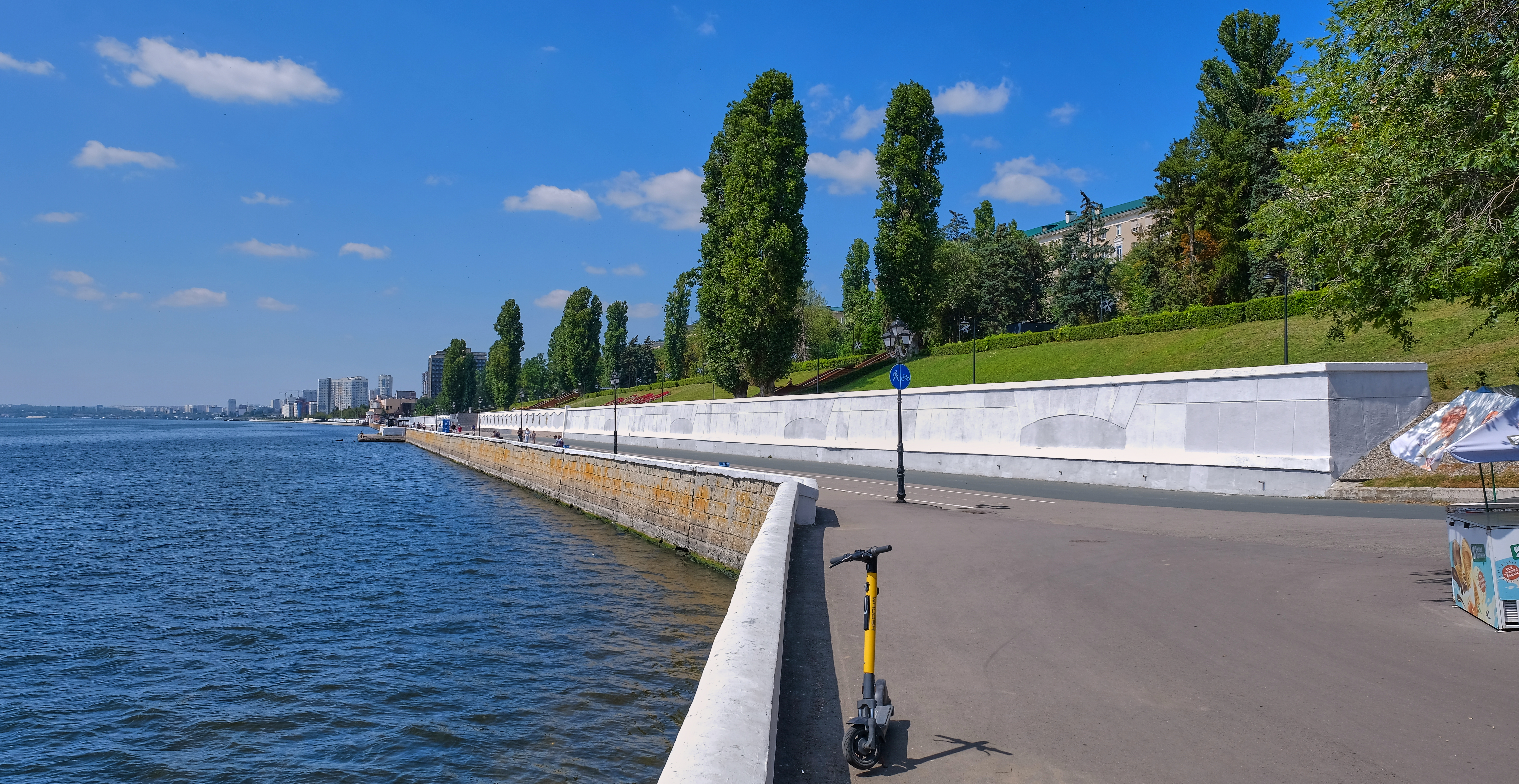
Набережная Космонавтов (2025 год)

В 2012 году сдана в эксплуатацию первая очередь продолжения набережной в Саратове. Из федерального бюджета выделены средства на продолжение берегоукрепительных работ.

### Розничная торговля
В городе действуют такие федеральные торговые сети как «Гроздь», «Пятёрочка», «Магнит», «Эльдорадо», «М.видео», «Рубль Бум», «Спортмастер», «Триал-Спорт», «Л'Этуаль», «Иль де Боте», «Рив Гош», DNS, Ситилинк, Юлмарт, (Adidas, Reebok — в данный момент работа приостановлена), 36,6 и многие другие. Открыты гипермаркеты «Метро», «Ашан», «Лента», «Карусель», «Перекрёсток», «Хеппи-Молл», «Castorama», «Стройландия», «О’Кей» и другие. В городе работают также магазины местных сетей и несколько ТРЦ.

### Гостиницы

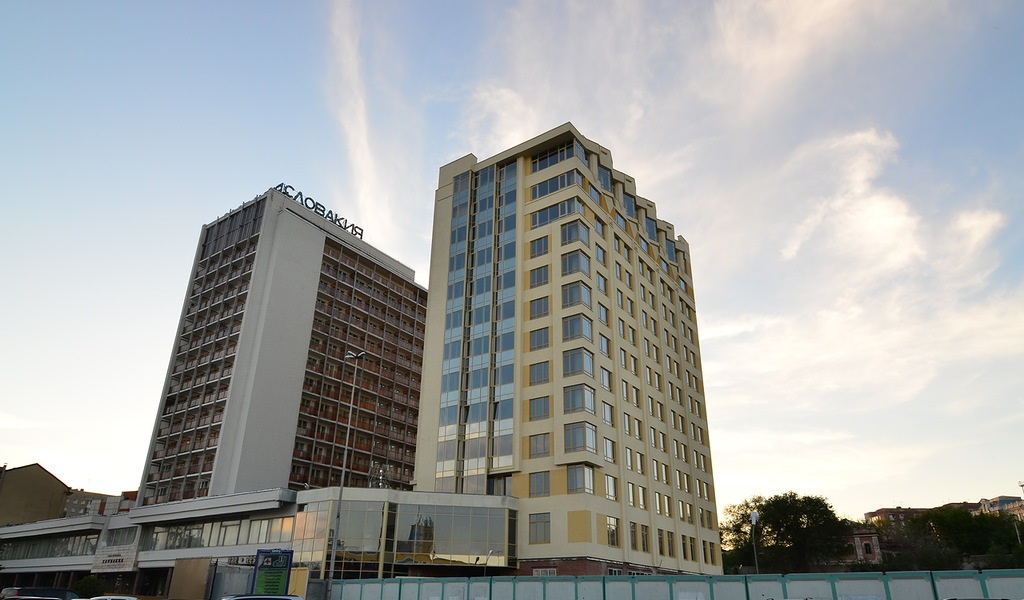
Гостиница «Словакия» на Набережной Космонавтов

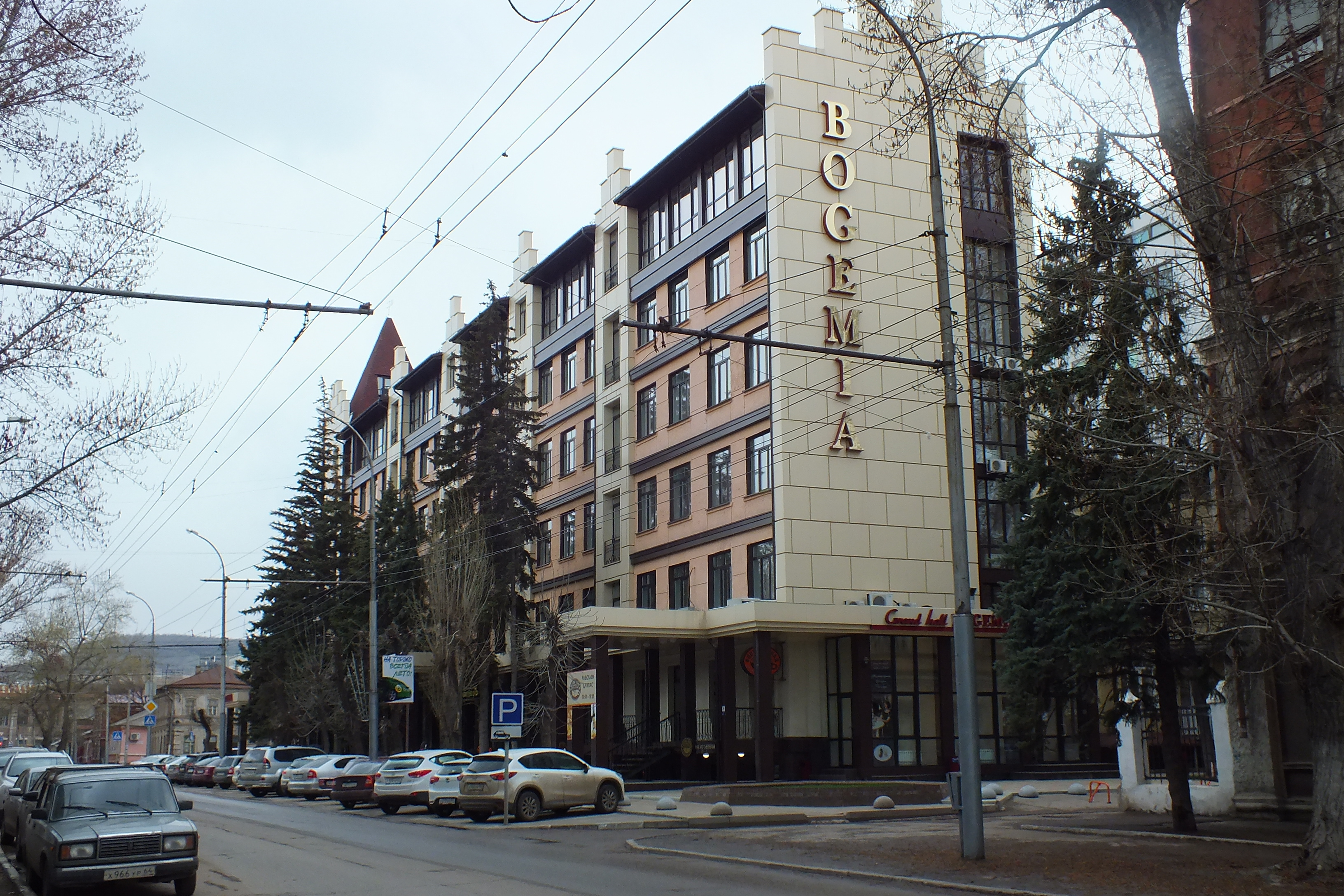
Гостиница «Богемия» на Железнодорожной улице

| - Жемчужина - Мираж - Оазис - Пионер Люкс - Мини-отель Гостевой дом X&O - Кают-Компания - Богемия на Кирова - Даниловская - Загреб - Ирбис - На Аткарской - Парк-отель Богемия - Ривьера - Саратов - Саратовская - Сити-отель Богемия - Словакия - Сокол - ФОК Звёздный | Также имеются: - СК Молодость - Аэропорт - Богемия на Вавилова - Парк-отель «Богемия» - Бизнес-отель «Богемия» - Волга - Мечта - На Кузнечной - Олимпия - Волна - Купеческое подворье - Волжанка - Заводская - От заката до рассвета - Гостиница на Тверской - Лира - Мириада |

### Банки
В Саратове зарегистрировано 7 местных банков: Агророс, Газнефтьбанк, Наратбанк (с мая 2015 — расчётная небанковская организация, отзыв лицензии 28.05.2021), НВК-банк (объявлено прекращение банковской деятельности приказом от 24.01.2020 № ОД-111), Саратов, Синергия, Экономбанк. Помимо них в городе функционируют филиалы, представительства и прочие структурные подразделения федеральных банков: Сбербанк, ВТБ, Совкомбанк, Газпромбанк, Россельхозбанк, Альфа-банк, Бинбанк, Росбанк, Райффайзенбанк, и многих других.

### Связь

Одна из зон Wi-Fi в Саратове

Открытие городской телефонной станции состоялось в Саратове в 1889 году. В настоящее время в Саратове используется шестизначная нумерация абонентов.
В городе работает несколько операторов фиксированной телефонной связи, 6 операторов сотовой связи стандартов 4G, 3G, GSM, CDMA (МТС, МегаФон, Билайн, Tele2, SkyLink, Yota) и 18 интернет-провайдеров.

### Коммунальное хозяйство

Памятник работнику Водостока

Комплекс ЖКХ города переживает не лучшие времена. По федеральной программе капитального ремонта жилья ремонтируются только многоэтажные здания, а малоэтажная застройка исторической части города большей частью требует ремонта фасадов и находится в аварийном состоянии. В центре города до сих пор много домов, не имеющих отвода сточных вод. Износ коммунальных сетей Саратова составляет 75 процентов, вследствие этого в городе нередки коммунальные аварии. Тем не менее, проблемой ЖКХ в городе пытаются заниматься.
Градостроительство
6 февраля 2017 утверждён новый генеральный план города (2018—2021 гг.)

## Образование и наука
В Саратове родился и учился единственный советский лауреат Нобелевской премии по химии Николай Николаевич Семёнов.
Саратовский научный центр РАН организован в 1988 году. Он объединяет научно-исследовательские и научно-производственные организации:
- Институт проблем точной механики и управления
- Институт биохимии и физиологии растений и микроорганизмов
- Институт нефтехимического синтеза им. А. В. Топчиева
- Институт радиотехники и электроники имени В. А. Котельникова
- Институт аграрных проблем
- ФГУП НИИ «Волга»

Также в Саратове работают:
- Научно-исследовательский институт сельского хозяйства Юго-Востока Россельхозакадемии
- Российский научно-исследовательский противочумный институт «Микроб» (см. также статью Противочумная служба России)
- Нижне-Волжский НИИ геологии и геофизики

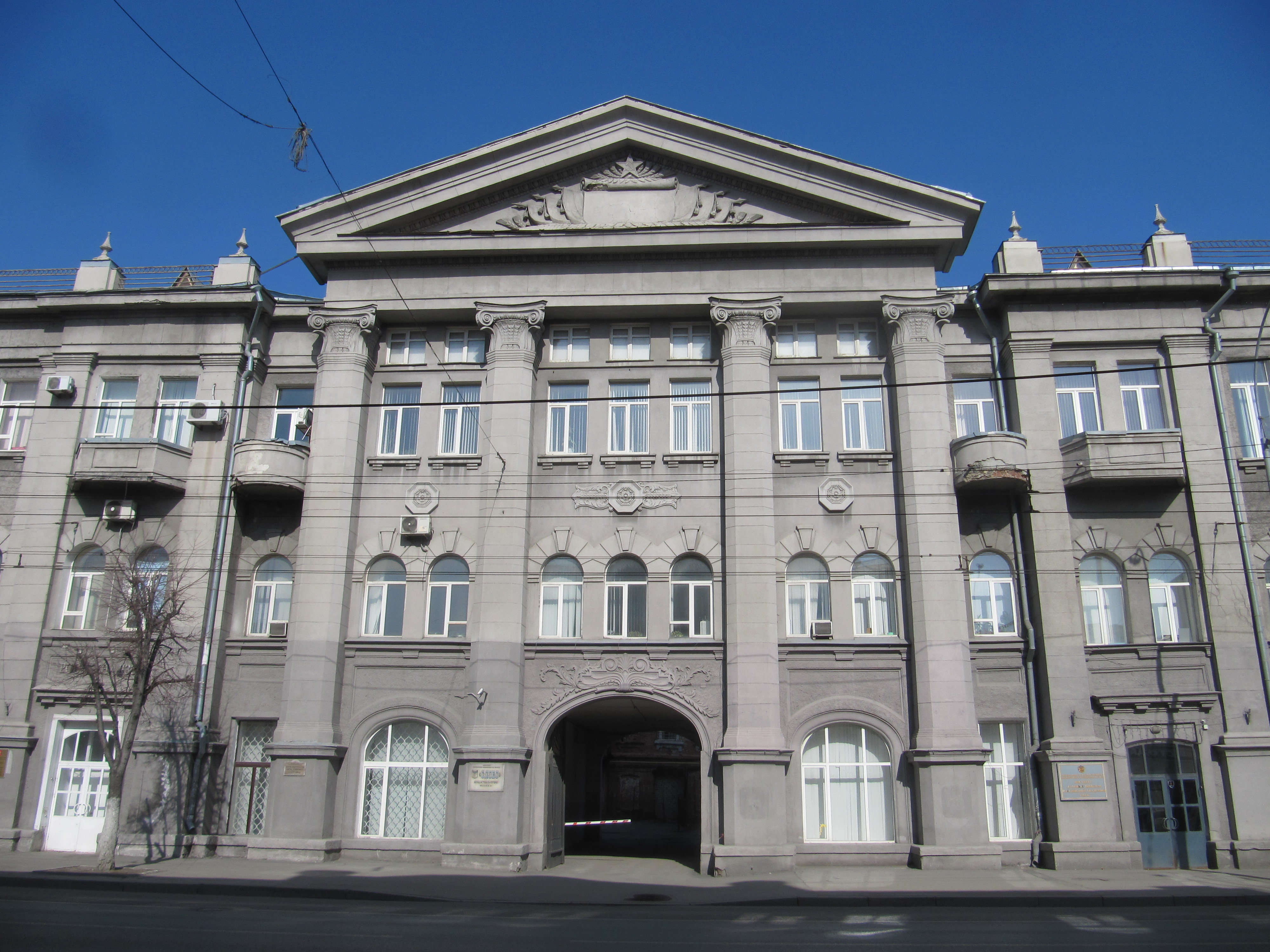
Институт аграрных проблем РАН
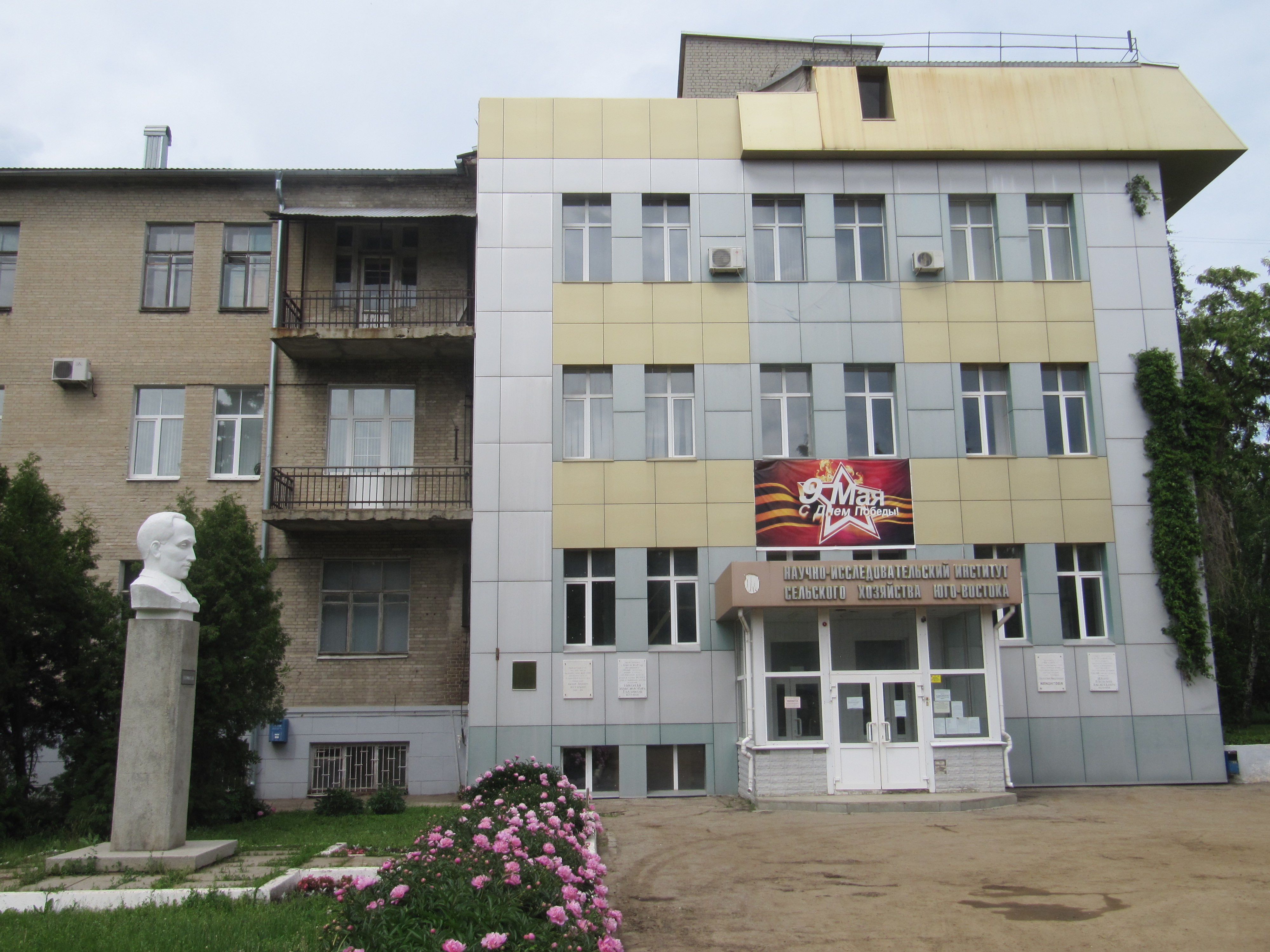
НИИ СХ ЮВ в Саратове

#### Высшие учебные заведения
Среди основных вузов города:

Саратовский государственный университет имени Н. Г. Чернышевского (XII корпус)

- Саратовский государственный университет имени Н. Г. Чернышевского
- Саратовский государственный университет генетики, биотехнологии и инженерии имени Н. И. Вавилова
- Саратовский государственный медицинский университет имени В. И. Разумовского
- Саратовский государственный технический университет имени Ю. А. Гагарина
- Саратовский социально-экономический институт СГТУ им. Ю. А. Гагарина
- Саратовская государственная консерватория имени Л. В. Собинова (см. также: Театральный институт Саратовской государственной консерватории им. Собинова)
- Саратовская государственная юридическая академия
- Поволжский институт управления имени П. А. Столыпина РАНХиГС при Президенте РФ
- Поволжский филиал Московского государственного университета путей сообщения
- Поволжский юридический институт (филиал) Российской правовой академии Министерства юстиции Российской Федерации
- Региональный финансово-экономический институт
- Саратовская православная духовная семинария

Наряду с гражданскими высшими учебными заведениями, в Саратове функционируют и военные:
- Саратовское высшее артиллерийское командное училище[136]
- Саратовское высшее военное инженерное училище химической защиты
- Саратовский военный институт войск национальной гвардии Российской Федерации

#### Учреждения среднего профессионального образования

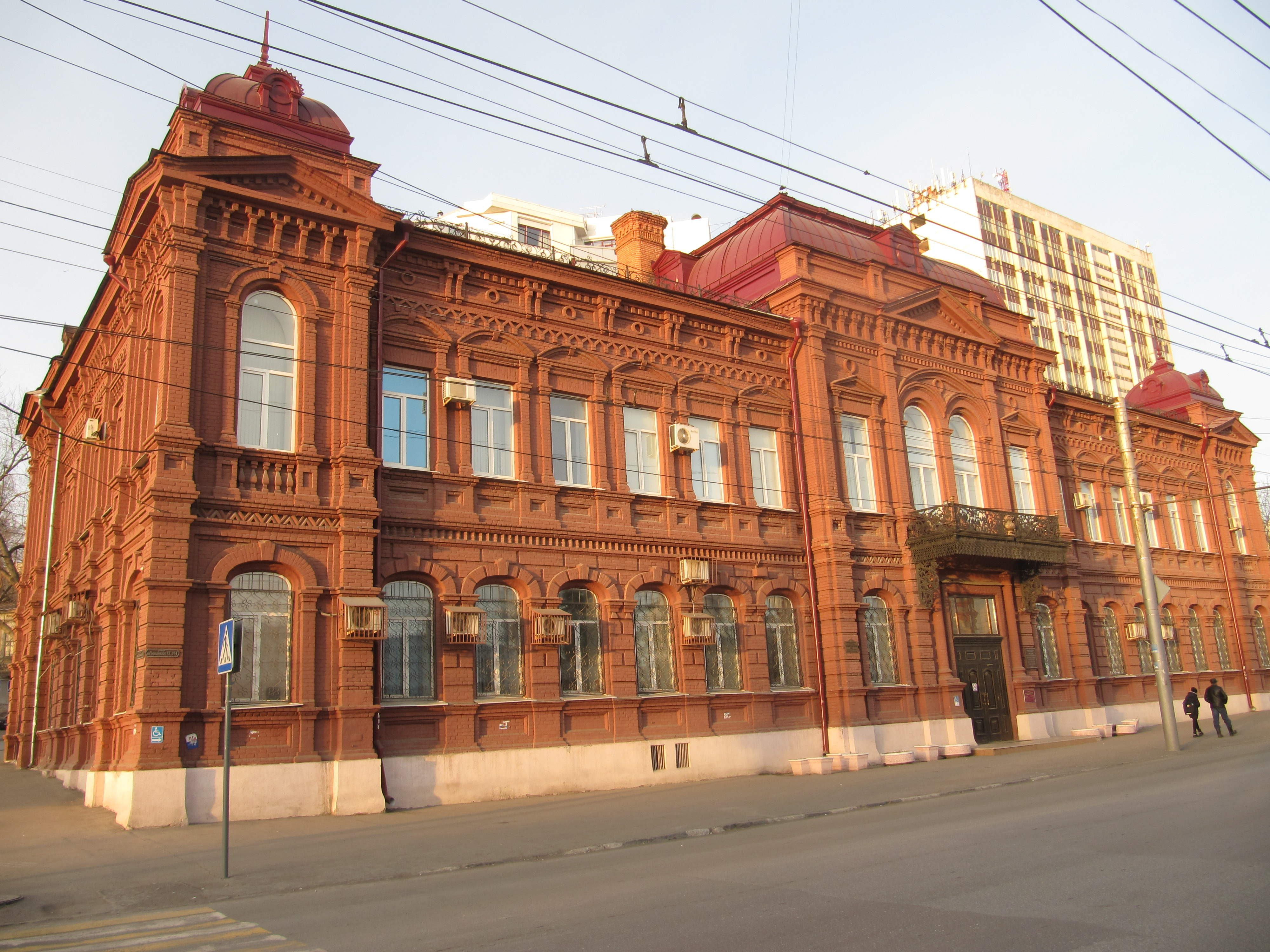
Саратовский областной базовый медицинский колледж

- Саратовский архитектурно-строительный колледж
- Профессионально-педагогический колледж СГТУ имени Ю. А. Гагарина
- Саратовский колледж информационных технологий и управления
- Саратовский медицинский колледж СГМУ им. В. И. Разумовского
- Саратовский областной базовый медицинский колледж
- Саратовский областной колледж искусств
- Саратовский областной колледж культуры
- Саратовский государственный колледж книжного бизнеса и информационных технологий
- Саратовский техникум железнодорожного транспорта
- Саратовский техникум дизайна одежды и сервиса
- Саратовский областной социально-педагогический колледж
- Саратовской финансово-технологический колледж
- Саратовское художественное училище имени А. П. Боголюбова
- Колледж радиоэлектроники имени П. Н. Яблочкова
- Саратовский юридический колледж при СЮИ МВД РФ
- Саратовский колледж строительства мостов и гидротехнических сооружений
- Саратовский техникум промышленных технологий и автомобильного сервиса
- Саратовский государственный техникум отраслевых технологий и финансов
- Саратовский авиационный колледж
- Саратовский колледж машиностроения и экономики
- Саратовский геологический колледж СГУ им. Н. Г. Чернышевского
- Саратовский колледж производственных технологий СГТУ им. Ю. А. Гагарина
- Саратовский колледж кулинарных искусств (Проф. лицей № 42)

#### Средние образовательные учреждения

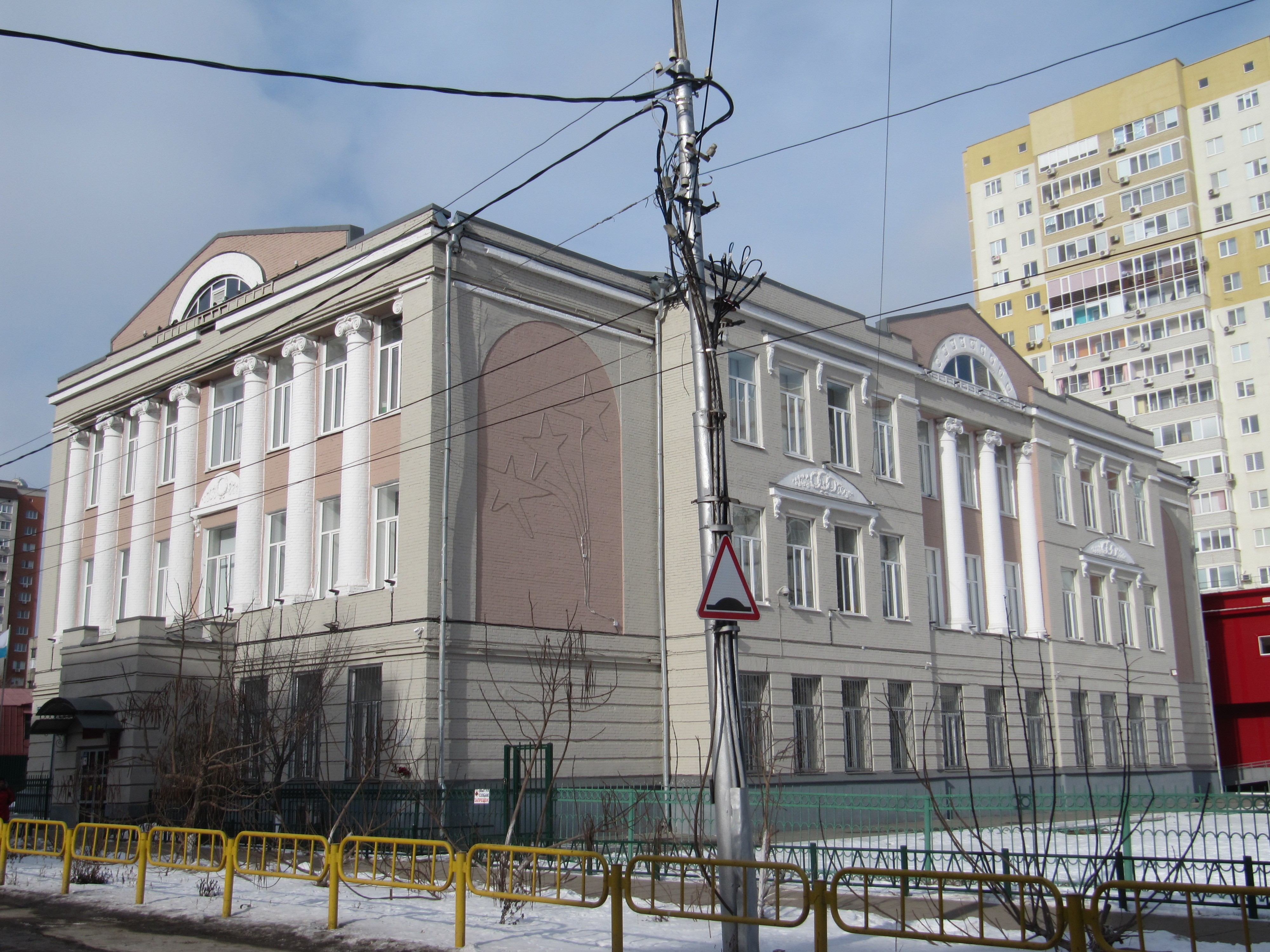
Лицей математики и информатики

В Саратове 169 детских садов, 129 общеобразовательных школ (из них 15 гимназий и 19 лицеев), 10 школ-интернатов, имеются школы искусств, спортивные школы, музыкальные школы.
- Лицей-интернат естественных наук
- Восточно-Европейский лицей
- Гимназия № 1
- Гимназия № 4
- Лицей № 37
- Лицей гуманитарных наук
- Лицей математики и информатики
- Лицей прикладных наук
- Физико-технический лицей № 1
- Медико-биологический лицей

## Здравоохранение

Саратовская бальнеологическая лечебница

В настоящее время в городе действуют 18 больниц, 27 взрослых поликлиник, 22 детские поликлиники, несколько детских больниц. Помимо этого, функционируют лечебные учреждения областного подчинения, а также частные и ведомственные клиники и медицинские центры. В конце 2011 года введён в эксплуатацию перинатальный центр.
Муниципальные учреждения здравоохранения (МУЗы) подчиняются комитету здравоохранения администрации муниципального образования «Город Саратов». Государственные учреждения здравоохранения (ГУЗы) подчиняются министерству здравоохранения Саратовской области.

## Культура

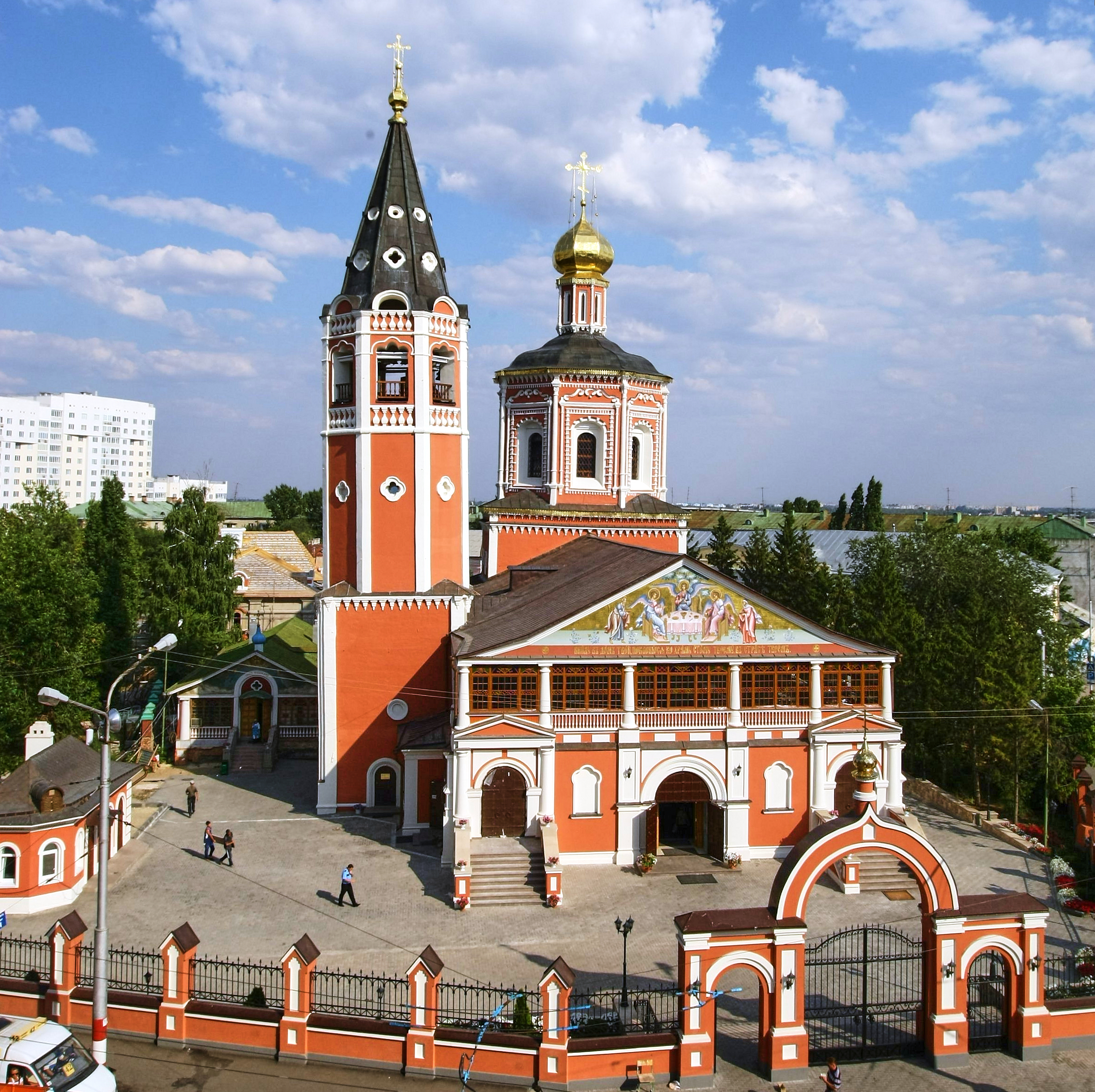
Троицкий собор на Музейной площади

С 2011 года в Саратове проводится Всероссийский театральный фестиваль имени Олега Янковского.
В числе объектов культурного наследия Саратова: Саратовская консерватория, Свято-Троицкий кафедральный собор, Саратовский художественный музей, Дом-музей Павла Кузнецова.
В Саратове впервые заявили о себе русские живописцы-символисты, когда в 1904 году в городе прошла выставка «Алая роза».
Ежегодно в Саратове проводится Собиновский фестиваль.
В 2009 году в Саратове прошло празднование Дня славянской письменности и культуры.
Дважды в Саратове проходили Дельфийские игры — российского масштаба I (1999, Саратов) и международного масштаба Вторые Всемирные Дельфийские игры (2008).
В Саратове издаются литературные журналы «Волга» и «Волга — XXI век».
С 2004 года в городе проводится международный телекинофестиваль документальной мелодрамы «Саратовские страдания».
С 2015 года ежегодно проводится международный фестиваль молодёжных театров «32 мая».

### Библиотеки
В Саратове существует развитая библиотечная система. Крупнейшими библиотеками являются:
- Саратовская зональная научная библиотека им. В. А. Артисевич Саратовского государственного университета им. Н. Г. Чернышевского
- Саратовская областная универсальная научная библиотека
- Саратовская областная библиотека для детей и юношества имени А. С. Пушкина

### Народные промыслы

Памятник Саратовской гармошке в День города Саратова

С 1860-х годов по всей России стала известна саратовская гармоника, отличавшаяся своеобразным тембром, большей силой звучания и наличием колокольчиков. Со временем саратовская гармоника получила широкое распространение, её стали включать в состав ансамблей русских народных инструментов. Под аккомпанемент гармони выступали на концертах Лидия Русланова, Ольга Ковалёва. Музыкант и композитор Иван Паницкий тоже играл на саратовской гармони.
Первая гармонная мастерская в Саратове была открыта Николаем Геннадьевичем Карелиным в 1870 году на Никольской улице. В 1920-е годы кустарей-гармошечников объединили в артель «Саратовская гармонь» и выделили им помещение на ул. Цыганской, 5. Со временем артель расширилась и превратилась в целое предприятие, выпускавшее до 8 тысяч гармоней в год. Делались заказные, концертные гармони, гармони для мастеров. В 1968 году цех по производству гармоней вошёл в состав Саратовской фабрики музыкальных инструментов, а в начале 1980-х в состав Энгельсского завода по производству духовых и ударных инструментов. В 2010 году в рамках проекта «Восстановление и сохранение производства саратовской гармоники» в производственных мастерских Саратовского колледжа производственных технологий СГТУ после долгого перерыва возобновлено изготовление Саратовских гармоник.
Памятник Саратовской гармошке был торжественно открыт 12 сентября 2009 года на Проспекте Кирова.
Музыкальные коллективы
- Концертный детский хор Саратовского губернского театра хоровой музыки, лауреат международных конкурсов, лауреат всероссийских конкурсов, лучший детский хор Поволжья.
- Ансамбль «Кристалл-балалайка» выступает на эстраде с 1993 года, участвует также и в зарубежных гастролях.
- Фолк-рок группа «После 11» выступает с 1999 года, в 2003 году получила Гран-при международного конкурса имени В. Мулявина «Золотой шлягер»[152].
- Концертный оркестр духовых инструментов «Волга-Бэнд» Саратовской областной филармонии имени А. Шнитке, обладатель первой премии первого фестиваля-конкурса филармонических оркестров в Греции (2005), бренд-лидер области в номинации «Искусство» (2007)[153].
- Академический симфонический оркестр Саратовской областной филармонии им. А. Шнитке — крупнейший коллектив, определяющий творческое лицо филармонии, а также один из наиболее известных оркестровых коллективов России[154].
- Вокальная группа Наталии Лавриненко «Bridge» Саратовской областной филармонии им. А. Шнитке, победитель всероссийской студенческой весны (2006), победитель всероссийского конкурса артистов эстрады (2006), финалисты телевизионного проекта «Секрет Успеха» (2007)[155].
- Ансамбль старинной музыки «Трио — соната» Саратовской областной филармонии имени А. Шнитке. Основа репертуара ансамбля — музыка Западной Европы эпохи барокко (XVII—XVIII вв.), сочинения русских композиторов XVIII века. Украшением репертуара являются оригинальные переложения произведений современных композиторов[156].
- Детская эстрадная студия «Апельсин» Саратовской областной филармонии имени А. Шнитке[157].
- Ансамбль народной музыки «Балаган» Саратовской областной филармонии имени А. Шнитке. Лауреат Всероссийского конкурса исполнителей народной песни «Голоса России» (г. Смоленск, 2003), лауреат конкурса фольклорных и певческих коллективов и солистов «Голоса Золотой степи — 2003» (г. Астрахань), дипломанты Московского фестиваля творческой молодёжи «Молодёжь — за культуру мира» (г. Москва, 2003), лауреаты Международного конкурса «Окрась мир звуками» (г. Санкт — Петербург, 2007), дипломанты Международного фестиваля «Музыка для всех» (г. Москва, 2007), дипломанты Всероссийского фестиваля «Станица» (г. Волгоград, 2007)[158].
- Ансамбль русских народных инструментов «Парафраз» Саратовской областной филармонии имени А. Шнитке[159].
- Ансамбль солистов «Театр новой музыки» при Саратовской государственной консерватории им. Л. В. Собинова.
- Детский хор «ВБ», основан в 2013 году, руководитель — Свечников А. А.
- Ансамбль народных инструментов «Сувенир». Руководитель ансамбля — Заслуженный работник культуры Российской Федерации Пётр Музыка.

### Музеи

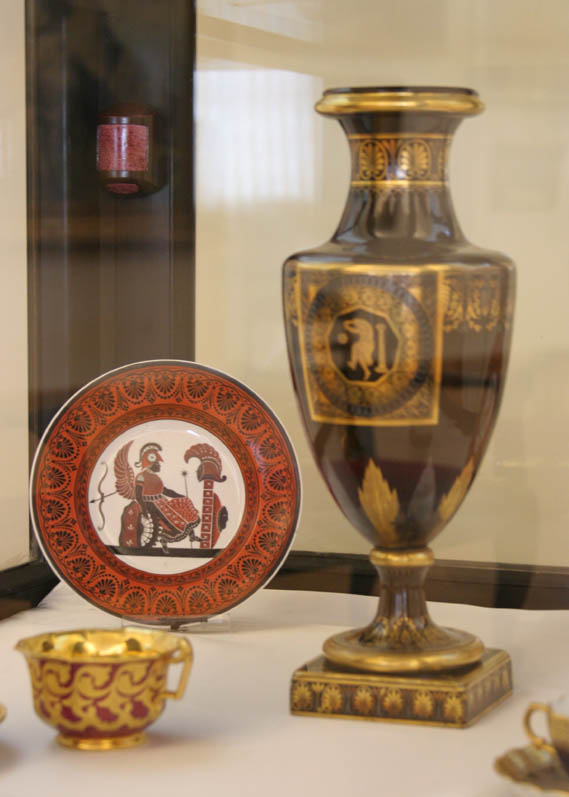
Керамика из собрания Радищевского музея

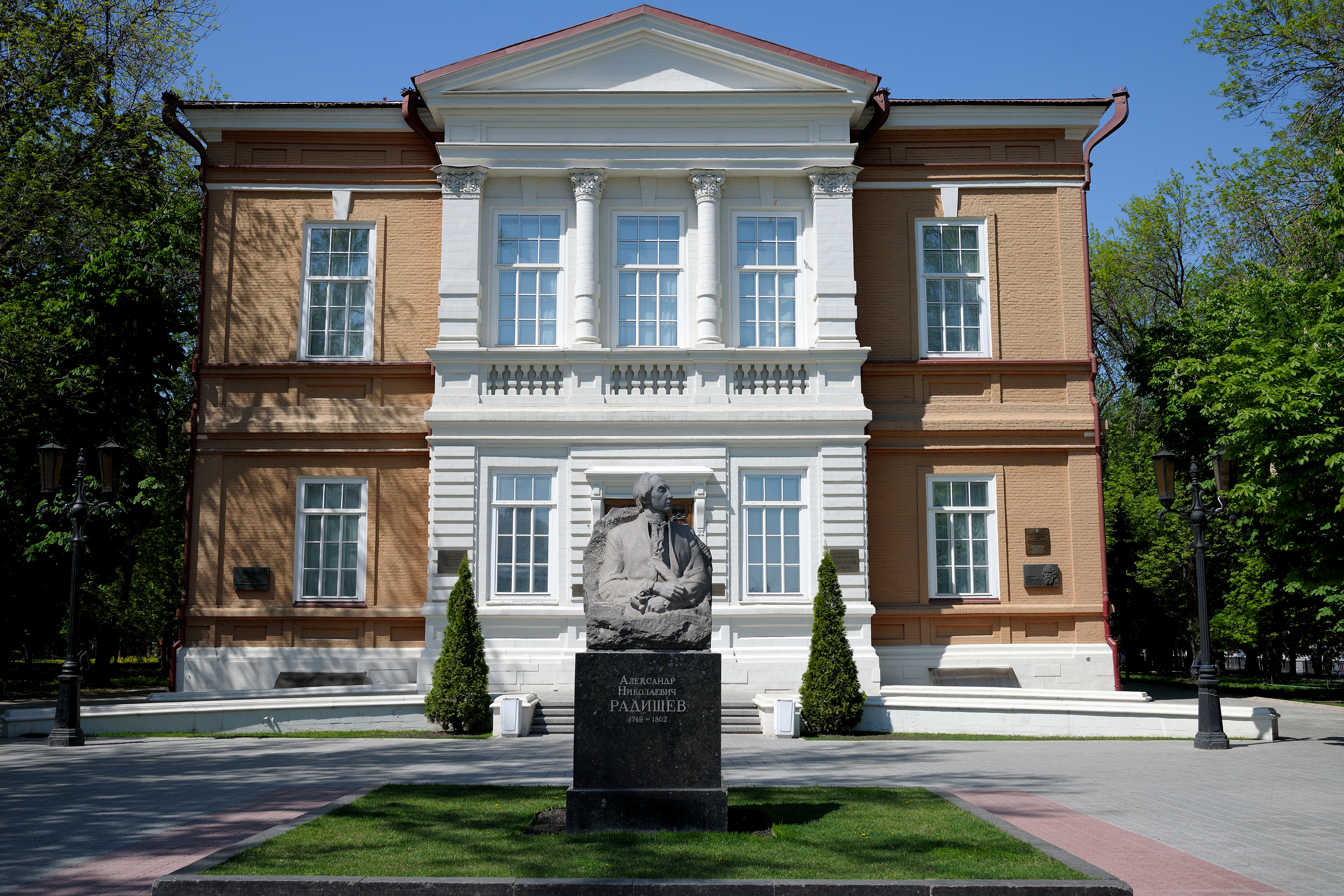
Саратовский художественный музей имени А. Н. Радищева
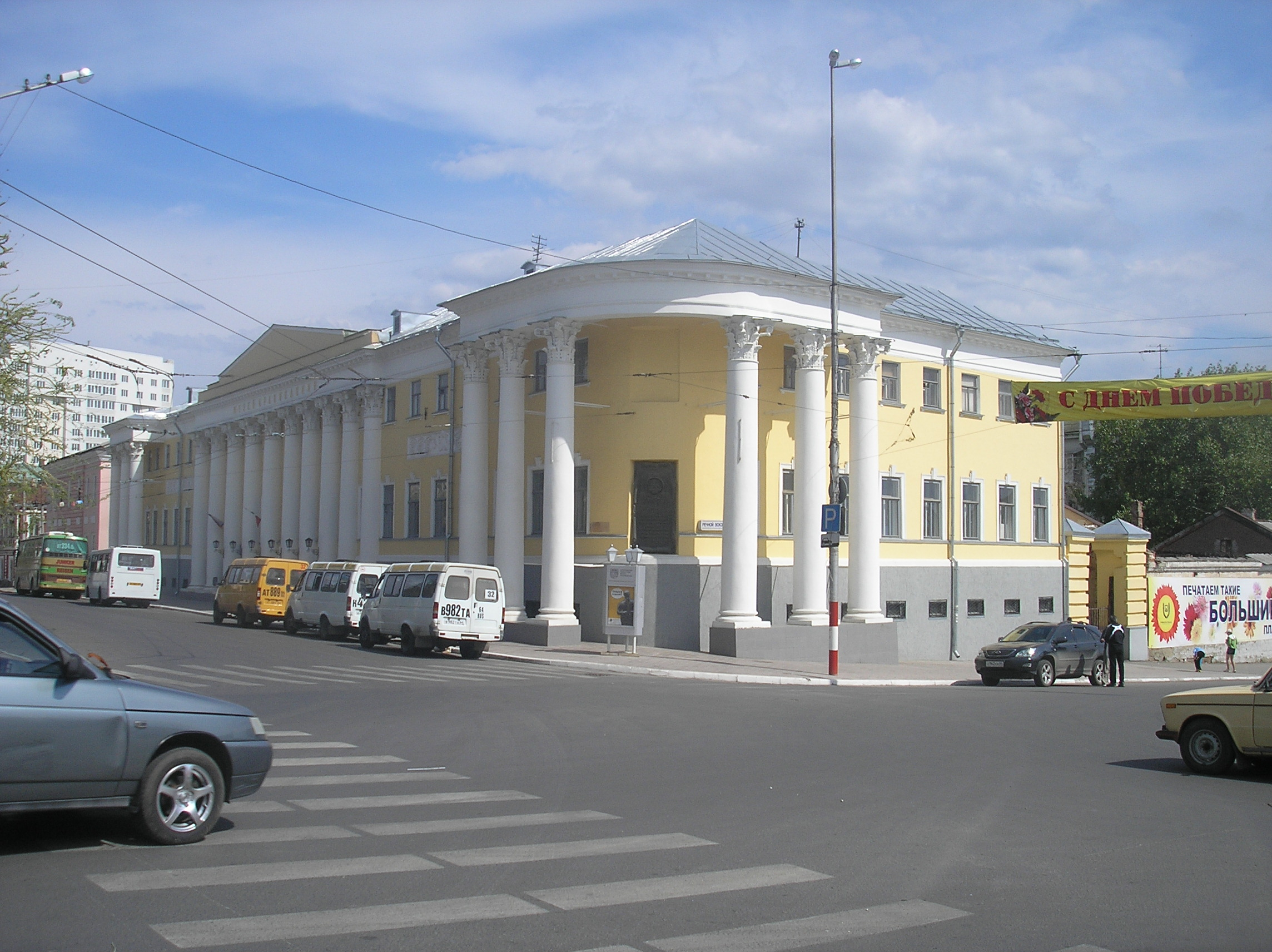
Краеведческий музей
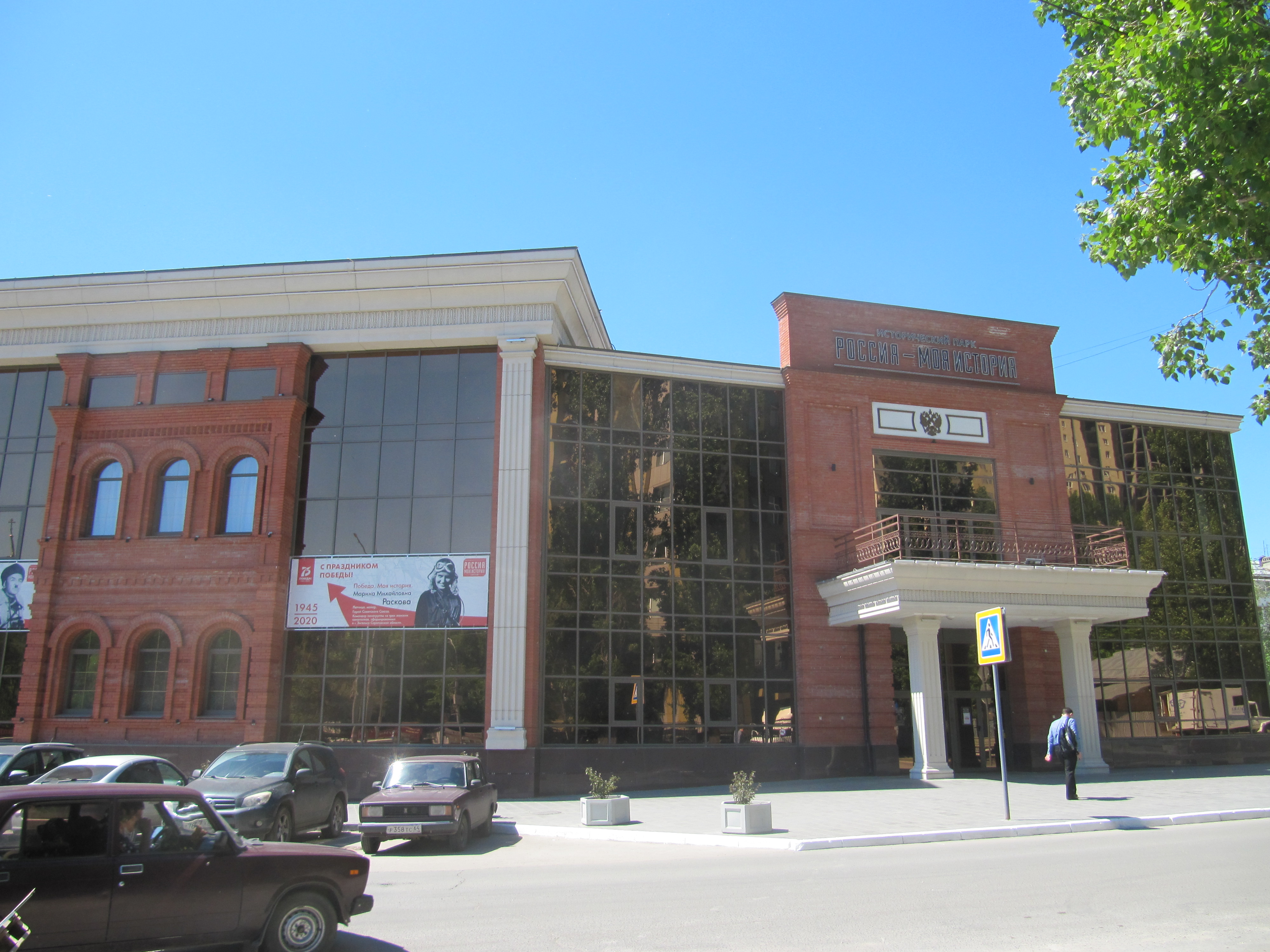
Россия моя история Исторический парк

В Саратове работают множество галерей изобразительного искусства, среди них Саратовский музей имени А. Н. Радищева. Это был первый общедоступный музей в России. В нём выставляются картины многих знаменитых художников, таких как Левицкий, Репин и др. Всего в собрании музея около 300 произведений живописи, имеются скульптуры, выполненные из дерева, мрамора, металла. В коллекции редких книг в музее около 5 тысяч уникальных книг. Это единственный из провинциальных музеев, входящих в Государственный свод особо ценных объектов культурного наследия народов Российской Федерации.
- Саратовский областной музей краеведения

В краеведческом музее имеется богатая этнографическая коллекция, коллекция огнестрельного и холодного оружия, коллекция рукописных и старопечатных книг, энтомологическая, нумизматическая коллекции. Особое место занимает коллекция экспонатов, связанная с историей саратовских театров и саратовской театральной школы.

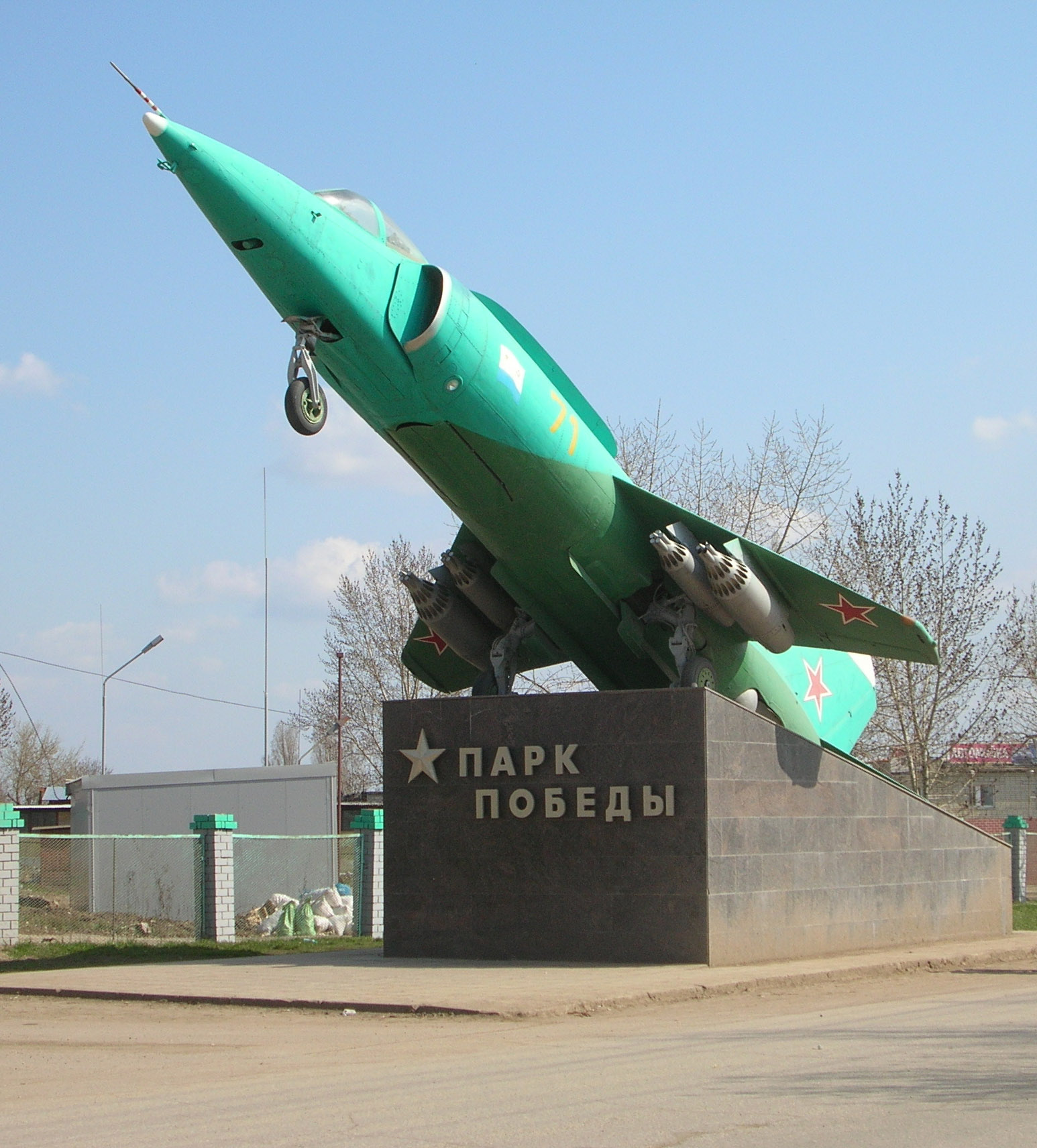
У входа в Парк Победы

- Саратовский государственный музей боевой и трудовой славы

На Соколовой горе расположен Саратовский государственный музей боевой славы (Парк Победы), в котором представлена боевая техника времён Великой Отечественной войны и более позднего периода.
- Радиотехнический музей

Радиотехнический музей образован в 2003 году при саратовском государственном техническом университете, в коллекции более 300 радиоприёмников известных отечественных и зарубежных производителей.
- Исторический парк «Россия — моя история»

15 сентября 2018 года состоялась торжественная церемония открытия исторического мультимедийного парка-музея «Россия — моя история». Он представляет собой выставочный центр, рассказывающий об истории России с древнейших времён до наших дней.
- Музей парламентаризма

Музей парламентаризма с экспозицией «История становления и развития местного самоуправления в городе Саратове» открылся 20 апреля 2018 года в здании городской Думы.
- Литературный музей саратовских писателей

Литературный музей саратовских писателей открылся 24 октября 2017 года в здании Центральной городской библиотеки. Его экспозиция показывает развитие литературной деятельности в Саратовской области, освещает творчество писателей и поэтов — лауреатов премии имени М. Н. Алексеева.
- Музей педагогической славы

Музей педагогической славы открылся 2 октября 2014 года в региональном институте развития образования.
- Кабинет-музей Н. И. Вавилова

Музей в Саратовском сельскохозяйственном институте открылся 25 ноября 1987 года в честь 100-летия учёного-генетика.
- Музей занимательных наук Эйнштейна

Интерактивный музей занимательных наук Эйнштейна был открыт 1 сентября 2014 года на втором этаже здания конца XIX в., известного в Саратове как Дом Бестужевой.
- Музей саратовской гармоники

Негосударственный музей саратовской гармоники открылся 26 января 2013 года по инициативе заслуженного работника культуры РФ — Владимира Андреевича Комарова.
- Музей физических приборов и лекционных демонстраций

Музей при Саратовском государственном университете им. Н. Г. Чернышевского был основан в 1992 году, но коллекция музея начала формироваться с 1912 года, и по данным инвентарной книги, хранящейся в музее, уже в 1918 году имела 330 экспонатов.
Другие музеи:
- Музей К. А. Федина
- Дом-музей Н. Г. Чернышевского
- Этнографический музей
- Дом-музей В. Э. Борисова-Мусатова
- Дом-музей П. В. Кузнецова
- Музей речного флота
- Музей стекла
- Народный музей Ю. А. Гагарина

- Саратовский художественный музей имени А. Н. Радищева
- Краеведческий музей
- Россия моя история Исторический парк

### Театры, консерватории и филармонии

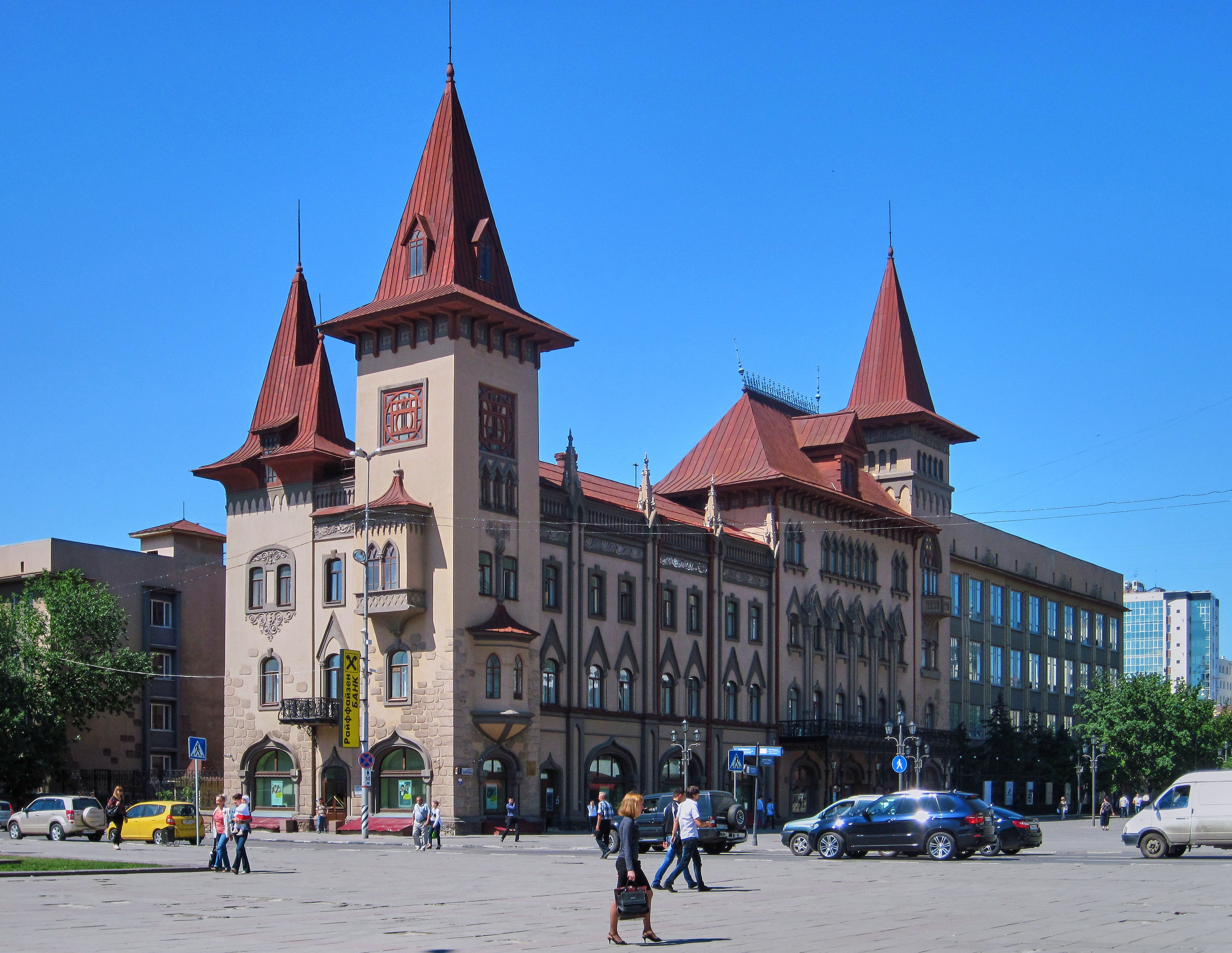
Саратовская консерватория

По состоянию на 2013 год в городе действуют девять театров:
- Саратовская областная филармония им. А. Г. Шнитке
- Саратовская государственная консерватория имени Л. В. Собинова
- Саратовский академический театр оперы и балета
- Саратовский академический театр драмы имени И. А. Слонова
- Саратовский академический театр юного зрителя имени Ю. П. Киселёва
- Саратовский областной театр оперетты (театр находится в Энгельсе, но считается саратовским и часто даёт представления на сценах саратовских театров и домов культуры)
- Саратовский театр кукол «Теремок»
- Саратовский театр русской комедии
- Саратовский муниципальный новый драматический театр «Версия»
- Саратовский театр «Балаганчик»
- В 1987 году Сергей Щукин создал Саратовский театр магии и фокусов «Самокат» — первый в стране профессиональный театр магии и фокусов. Театр ежегодно показывает около 200 иллюзионных представлений, подготавливает две премьеры[168].

В конце 2011 года в Саратове открылось новое здание ТЮЗа, которое возводилось 25 лет.
Площадкой для выступлений иногда становится ДК Россия.

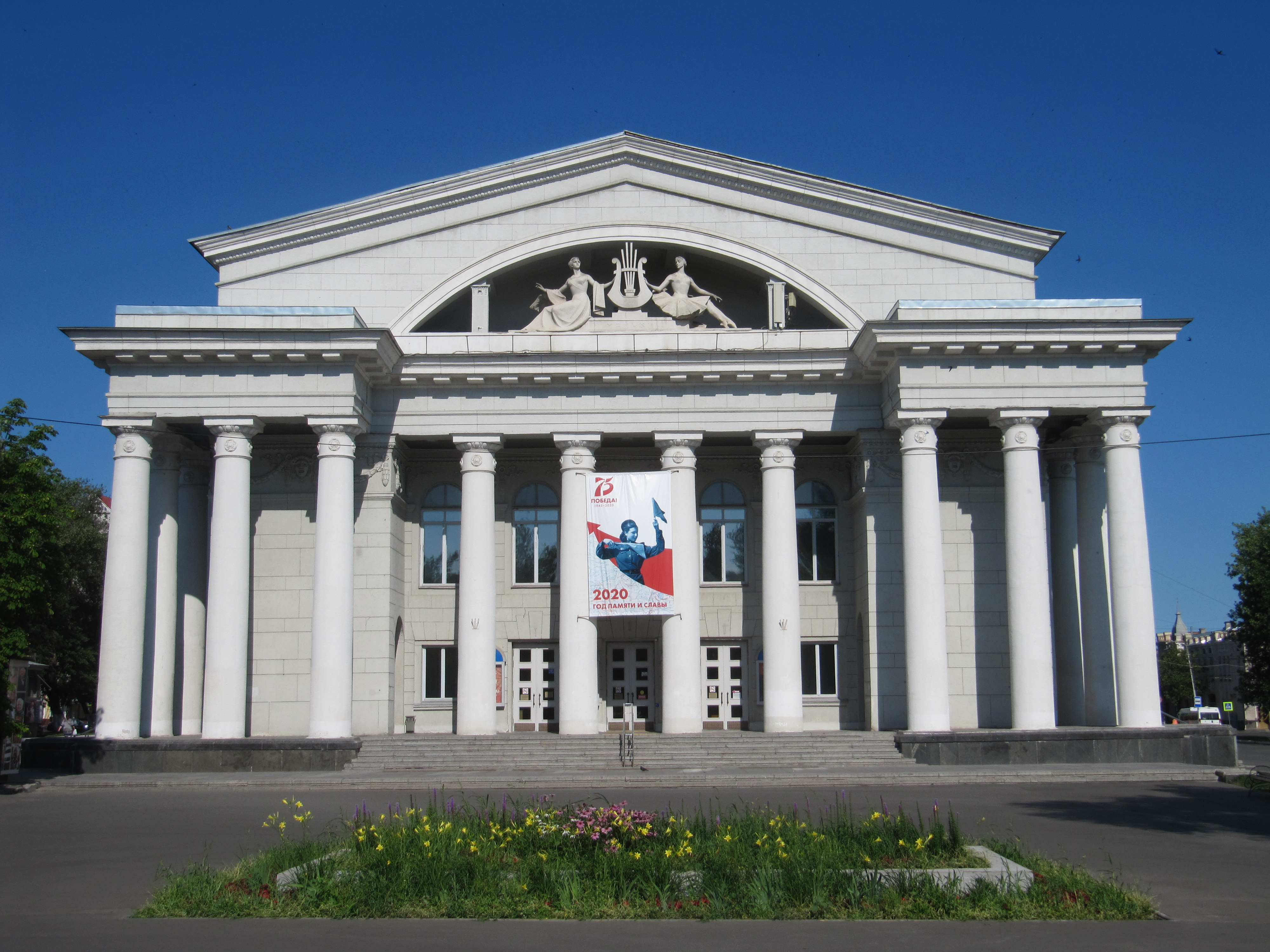
Театр оперы и балета в Саратове
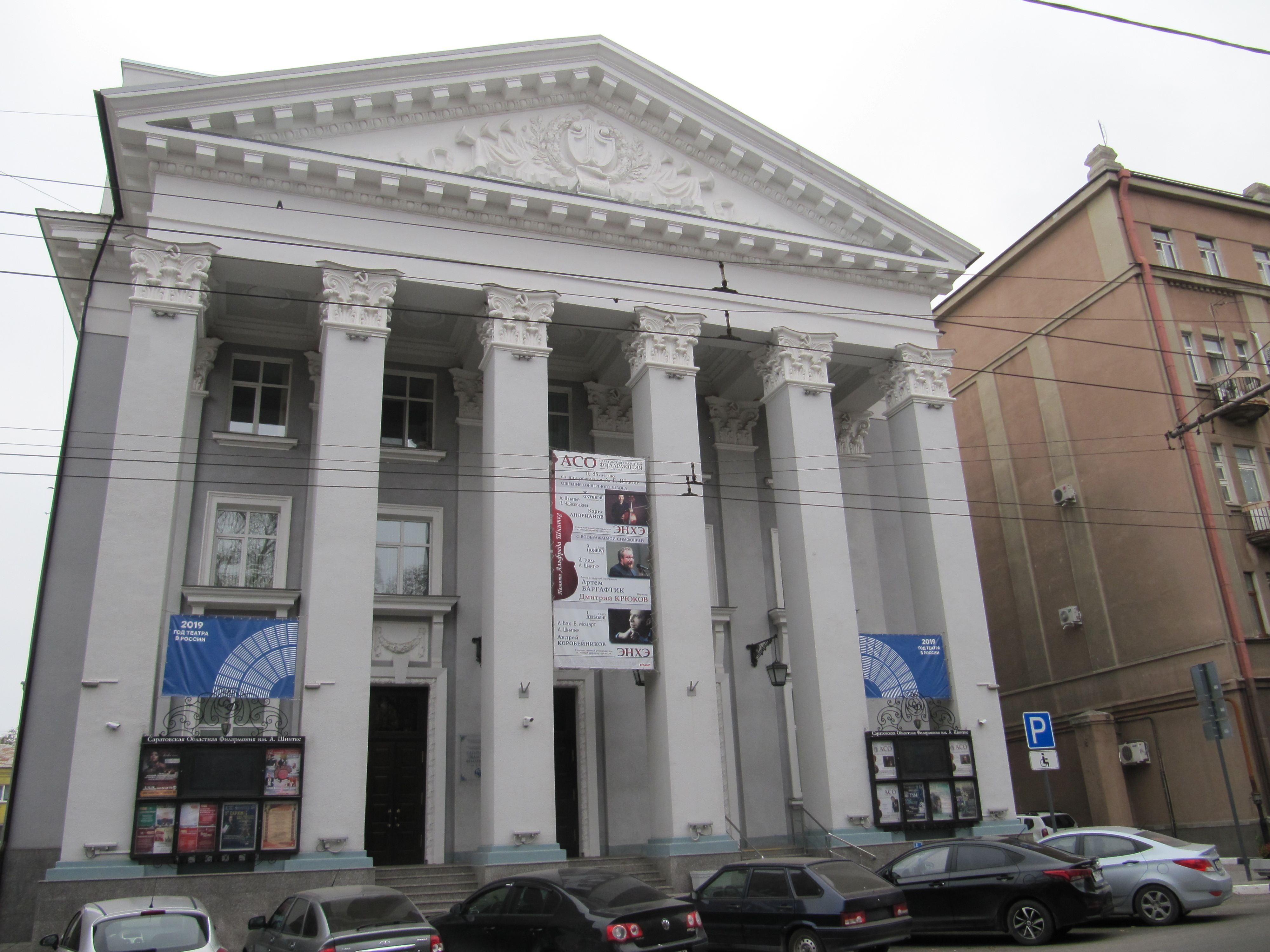
Саратовская областная филармония им. Шнитке
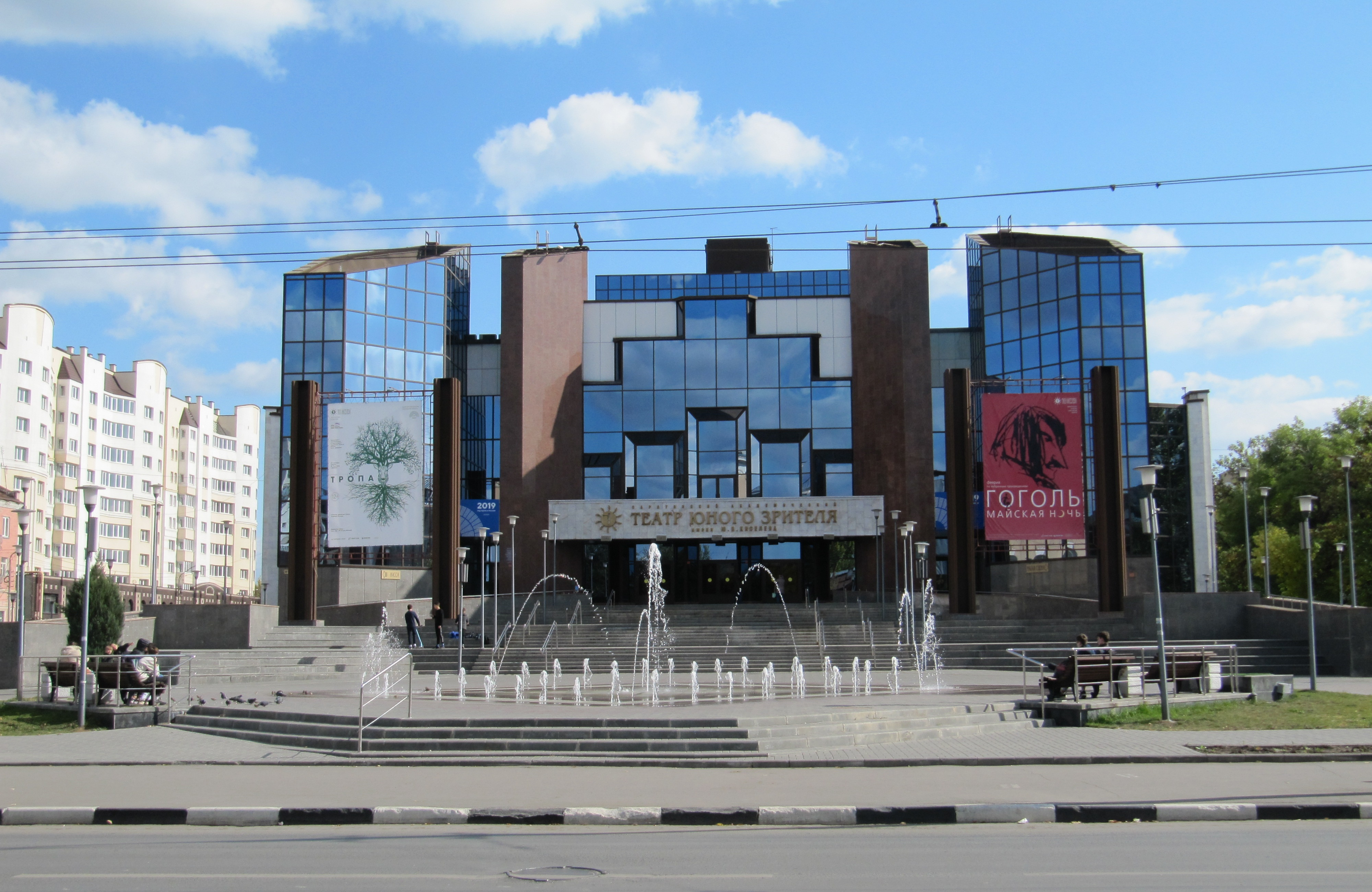
Новое здание ТЮЗа

### Кинотеатры
Из двух десятков кинотеатров, оставшихся с дореволюционных времён и построенных в Саратове в советские годы, эпоху перемен пережили только три: «Пионер», «Темп» и Дом кино. После того, как на всей территории России стал возрождаться кинопрокат, были восстановлены «Саратов» (закрыт в 2018 году), «Победа» (закрыт в 2019 году) и «Иллюминатор» (закрыт в 2007 году, теперь на месте кинотеатра одноимённый клуб). С июля 2009 года в кинотеатрах «Победа» и открытом после реставрации кинотеатре «Темп» оборудованы залы для показа фильмов в 3D. В 2012 году «Темп» закрыли.
«Пионер» и «Победа» оборудованы современным кинооборудованием по технологии Dolby Surround и специализируются на новинках массового кинопроката. Дом Кино специализируется на артхаусных и авторских лентах, еженедельно проводятся киноклубные и ретроспективные показы. Ежемесячно Дом Кино представляет национальные кинофестивали и короткометражные подборки. Дом Кино является базовой площадкой Международного телекинофестиваля документальной мелодрамы «Саратовские страдания», ежегодно проводимого в Саратове.
В 2010 году открылся 9-зальный кинотеатр «Синема парк» в ТРК «Триумф Молл». Впервые в Поволжье один из залов этого кинотеатра оборудован системой для показа фильмов с технологией IMAX.
В 2012 году открылся 5-зальный кинотеатр Cinema5, расположившийся в ТРК «Сити Молл».
В 2015 году в ТРЦ «Тау Галерея» открылся 8-зальный кинотеатр «Синема парк».
В 2016 году в ТРК «Happy Молл» был открыт 8-зальный кинотеатр «Happy Cinema».
В 2017 году в ТРЦ «Победа-Плаза» был открыт 5-зальный кинотеатр «Oscar».

### Цирк

Саратовский цирк

Саратовский цирк им. братьев Никитиных, основанный в 1876 году известными в России цирковыми артистами братьями Никитиными, является первым стационарным русским цирком. В 1951 году именно в Саратовском цирке свой творческий путь начал «солнечный клоун» — Олег Попов.

## Спорт
В Саратове традиционно проводятся спортивно-массовые и физкультурные мероприятия. Зимой функционируют доступные горожанам катки массового катания, более десятка лыжных баз с действующими пунктами проката. В последнее время в городе ведётся строительство новых спортивных комплексов.
К профилирующим дисциплинам с богатыми традициями относятся фехтование, академическая гребля, гребля на байдарках и каноэ, прыжки в воду, лёгкая атлетика, бокс, баскетбол, хоккей, футбол, смешанное боевое единоборство (ММА), армейский рукопашный бой, панкратион, кросфит и другие.
Зимой ежегодно на Кумысной поляне проводится городской спортивно-культурный праздник «Саратовская лыжня», в котором принимают участие не только саратовские спортсмены, но и все любители спортивного отдыха без возрастных ограничений. Открыта летняя лыжероллерная трасса.
В историю саратовского спорта яркие страницы вписаны выдающимися людьми, чемпионами Олимпийских игр, мира, Европы и других крупнейших соревнований.
Клубы
В Саратове существует несколько разнонаправленных профессиональных спортивных объединений и клубов:
- Баскетбольный клуб «Автодор»
- Хоккейный клуб «Кристалл»
- Футбольный клуб «Сокол»
- Женский волейбольный клуб «Протон»
- Пляжный футбольный клуб «Дельта»
- Гандбольный клуб «СГАУ-Саратов»
- Регби-клубы «Ястребы» и «Динамо-Русь»
- Клуб по хоккею с мячом «Универсал»
- Волейбольный клуб «Энергетик»
- Мини-футбольный клуб «Волга»
- Мини-футбольный клуб «Зенит-Саратов»
- Саратовский областной радиоклуб
- Женский баскетбольный клуб «Виктория-Саратов»
- Женский футбольный клуб «Виват-Волжанка»

Стадионы

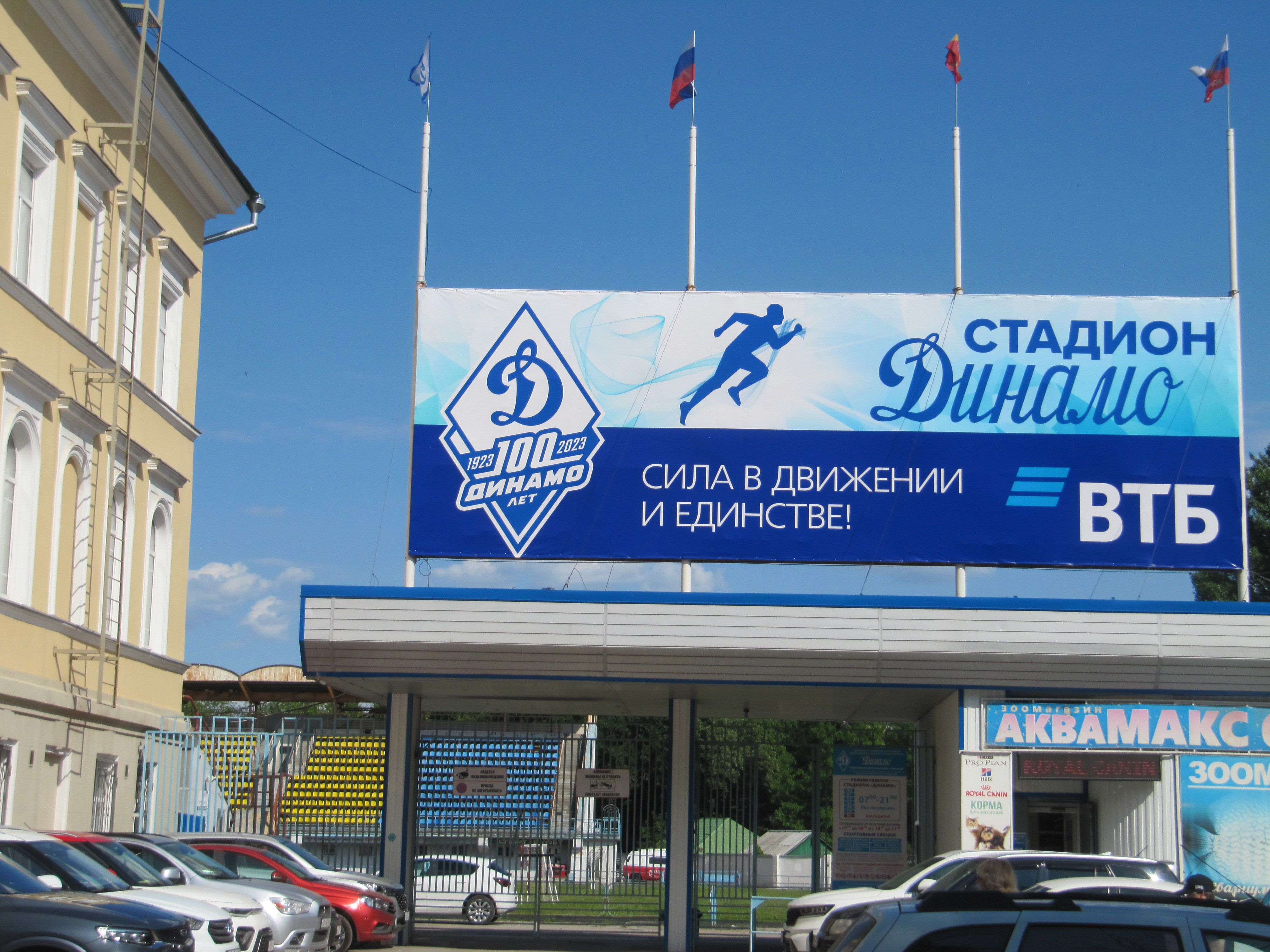
Стадион «Динамо» — 100 лет

Ряд стадионов Саратова находится в хорошем состоянии, среди них «Динамо», «Торпедо», «Локомотив» и «Темп». Однако некоторые стадионы Саратова не соответствуют современным требованиям, планировалось выделение федеральных средств на их реконструкцию.
Действующие стадионы города:
- «Авангард» (СХИ, Кировский район)

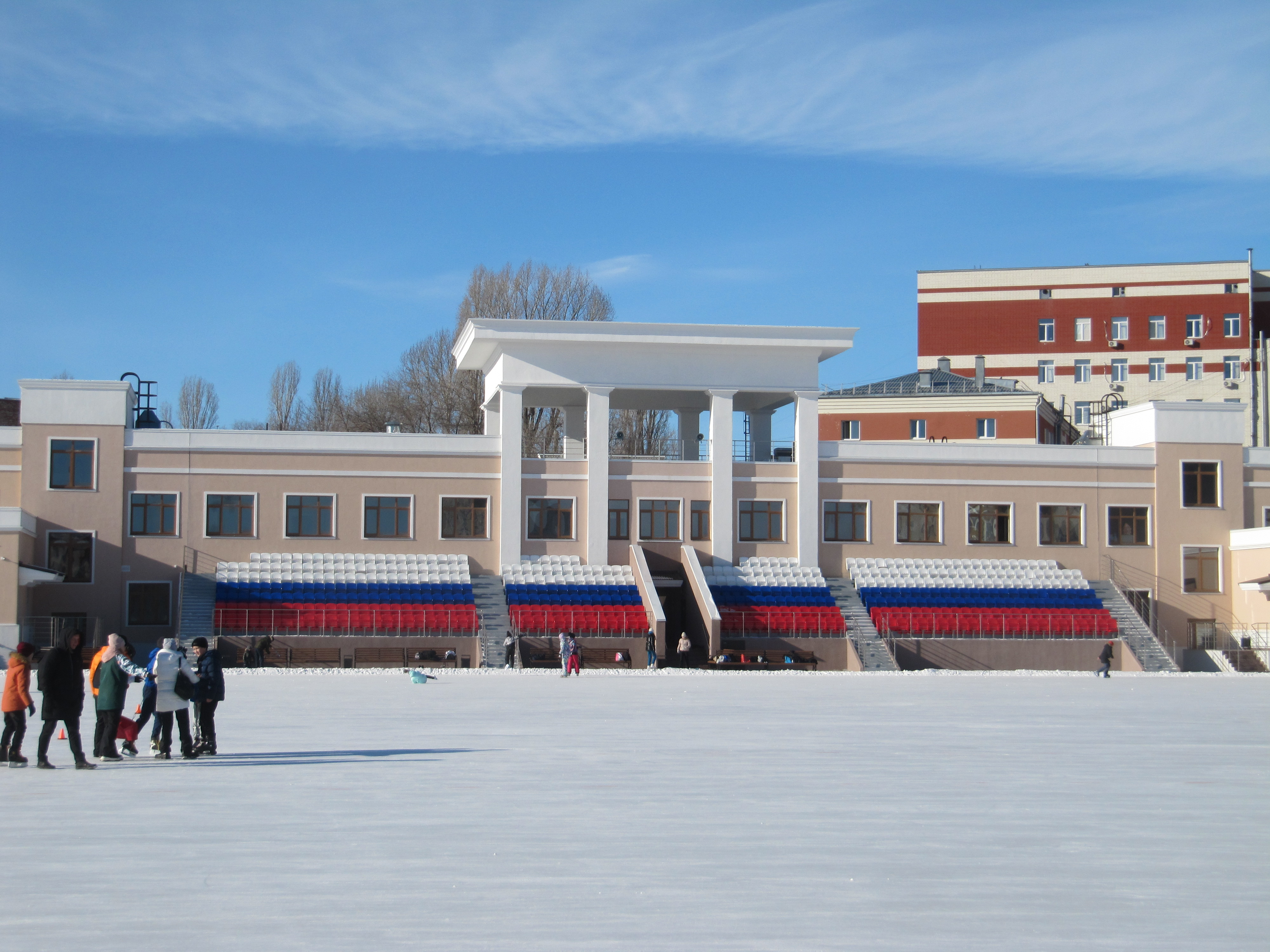
Стадион «Спартак» — трибуна и каток

- «Локомотив» (Привокзальная пл., Кировский район) — главная арена города, искусственное покрытие, вмещает 15 500 зрителей, домашняя арена ПФК «Сокол», с 2010 года — собственность города, переданная СДЮСШОР «Сокол»[180]
- «Динамо» (Рядом с парком «Липки», Волжский район) — спортивный центр саратовской милиции, зимой — центральный каток города и домашняя арена ХК «Универсал» и ФК «Динамо»
- «Салют» (5-я Дачная, Ленинский район) — искусственное поле, домашняя арена ФК «Салют»
- «Сокол» (3-я Дачная, Ленинский район) — искусственное поле, зимой — каток
- «Темп» (ул. Соколовая, Кировский район) — искусственное поле
- «Волга» (пл. Орджоникидзе, Заводской район)
- «Торпедо» (Ул. Марины Расковой, Заводской район)
- «Спартак» (Ул. Дегтярная, Октябрьский район) — зимой — каток
- Лыжный стадион (5-я Дачная, Ленинский район)

Крытые спортивные сооружения
В Саратове функционируют различные крытые спортивные сооружения:
- ФОК «Звёздный» (ул. Б. Затонская, Волжский район) — домашняя арена БК «Автодор» и ЖБК «Виктория» — 2046 мест
- Ледовый дворец спорта «Кристалл» (ул. Чернышевского, Октябрьский район) — домашняя арена ХК «Кристалл» — около 5500 мест
- ФОК «Солнечный» (пос. Солнечный, Ленинский район) — домашняя арена МФК «Саратов»
- ФОК «Юбилейный» (пос. Юбилейный, Волжский район)
- Дворец спорта (ул. Чернышевского, Октябрьский район)
- Бассейн «Саратов» (ул. Чернышевского, Октябрьский район)
- Бассейн «Юность» (ул. Б. Затонская, Волжский район)
- Бассейн «Дельфин» (2-я Дачная, Ленинский район)
- Теннисный центр «Кристалл» (5-я Дачная, Ленинский район)
- Спортивный комплекс «Юность» (Детский парк, Фрунзенский район)
- ФОК ОАО «Саратовстекло» (ул. Ломоносова, Ленинский район)
- ФОК «Молодёжный» (посёлок НИТИ, Фрунзенский район)
- ФОК (Комсомольский посёлок, Заводской район)
- Аквапарк «Лимкор»
- Дворец водных видов спорта

## СМИ
Фонд защиты гласности в 2011 году признал Саратов, наряду с Санкт-Петербургом, городом с самыми свободными СМИ в России.
Телевидение

Памятник Попову А. С. перед телецентром Саратов

В апреле 1956 года было начато строительство Саратовского телецентра со студией по улице 2-я Садовая и передающей станцией на Лысой Горе. 5 ноября 1957 года телецентр выдал в эфир первые передачи местной студии. Возможность смотреть центральное телевидение появилась с 1965 года.
ГТРК «Саратов» осуществляет регулярное телевизионное вещание на телеканалах «Россия-1» и «Россия-24». На саратовском телевидении выходит ряд передач — как информационных, так и тематических. С 1 октября 1960 по март 2020 года выходила телепередача «Не за тридевять земель», которую бессменно вёл Дмитрий Худяков. С 1993 года выходит познавательная передача-игра «Маркиза», которую ведёт Александр Динес.
Всего в городе транслируется 3 телеканала в аналоговом формате и 2 эфирных мультиплекса в цифровом формате:
| Телеканал | Частота |
| --- | ------- |
| Ю | 2 ТВК   |
| Суббота! | 9 ТВК   |
| РТРС-1 (Первый канал, Россия 1 + ГТРК Саратов, Матч ТВ, НТВ, Пятый канал, Россия К, Россия 24 + ГТРК Саратов, Карусель, ОТР + Саратов 24, ТВ Центр; радиоканалы Вести ФМ, Маяк, Радио России + ГТРК Саратов) | 36 ТВК  |
| РТРС-2 (РЕН ТВ, Спас, СТС, Домашний, ТВ-3, Пятница, Звезда, Мир, ТНТ, Муз ТВ) | 40 ТВК  |
| Солнце | 49 ТВК  |

Кроме того, в кабельных сетях Саратова и области вещает региональный канал «Саратов 24», а также существуют проекты интернет-телевидения на базе нескольких крупнейших информационных агентств региона — «Взгляд-Инфо», «СарБК» и «Свободные» (ранее — «Свободные новости»).
Радио
- Радиостанции Саратовской области

В городе вещает 27 радиостанций.
Первая радиовещательная станция начала своё вещание 25 октября 1926 года.
Печатные издания
- С сентября 1919 по 1998 год выходила газета «Заря молодёжи»[190][191].
- Еженедельник «Репортёр»
- Ежедневная газета «Саратовские вести»
- Еженедельник «Газета Недели в Саратове»
- «Саратовская Областная Газета» (официальный орган регионального правительства)
- Еженедельник «Саратовская Панорама» (официальный орган администрации Саратова)
- Газета «Новая версия»
- Газета «Глас Народа»
- Еженедельная газета «Саратовский Арбат»
- Газета «Родной город»
- Газета «Наш город Саратов»

Кроме того, выходят региональные вкладки в ведущих федеральных изданиях — «Коммерсантъ», «Известия», «Московский комсомолец», «Комсомольская правда» и других.
Сетевые СМИ
- «64Инфо»
- «Репортёр64»
- «Взгляд-инфо»
- «СаратовБизнесКонсалтинг»
- «Регион 64» (официальное СМИ регионального правительства)
- «Saratov24.tv»
- «Сароблньюс»
- «СарИнформ»
- «Версия-Саратов»
- «Четвёртая власть»
- «Общественное мнение»
- «Бизнес-Вектор» и другие

## Религия

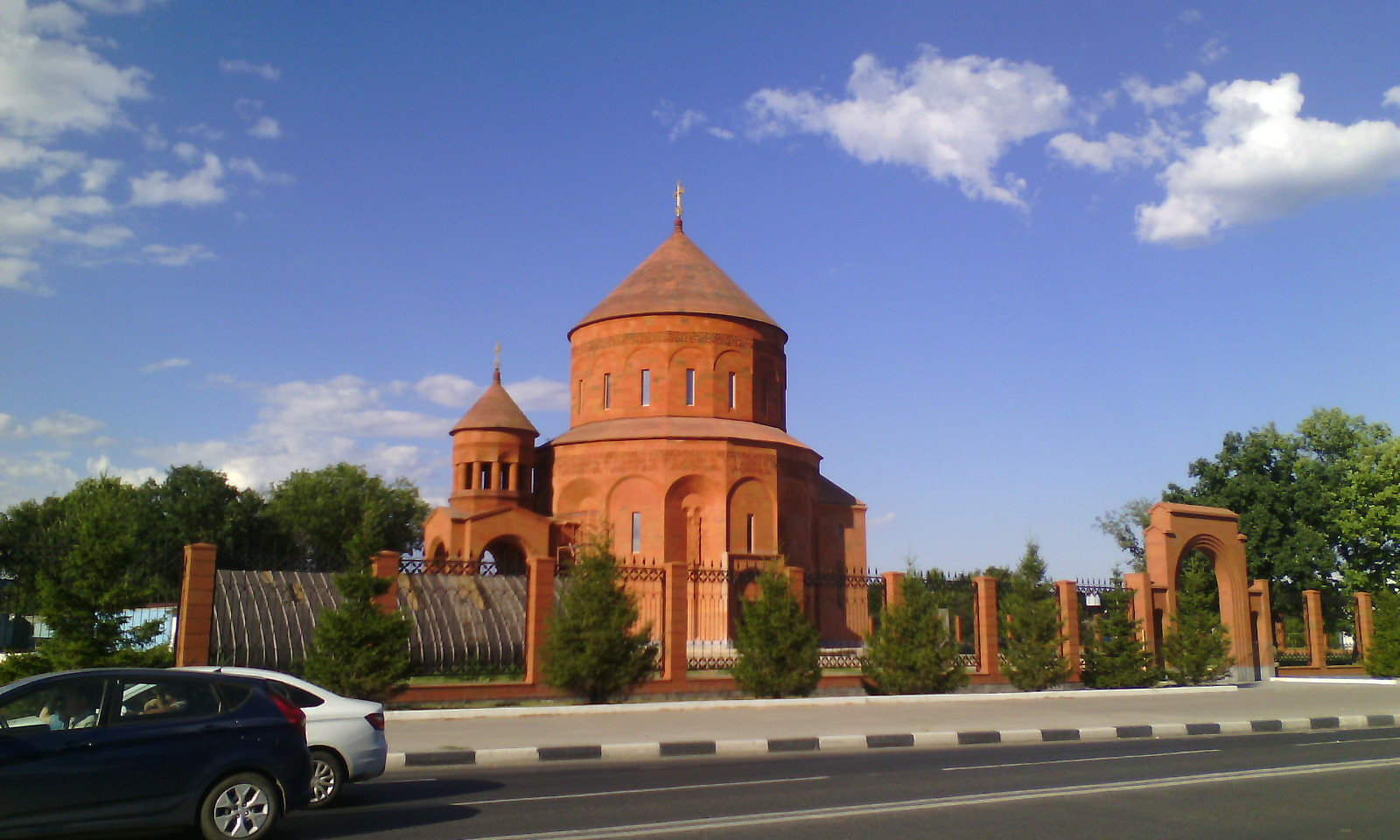
Храмовый комплекс и церковь Святой Богоматери на Армянской площади в Саратове

Саратов — многоконфессиональный город. Здесь находится центр Саратовской и Вольской епархии Русской православной церкви, духовное управление мусульман Саратовской области, центр Волжской епархии Русской Древлеправославной церкви, центр Епархии Святого Климента Римско-католической церкви:
- Александро-Невский собор (снесён)
- Казанская церковь
- Собор Сошествия Святого Духа
- Княже-Владимирский собор (снесён)
- Собор Святых Апостолов Петра и Павла
- Храм Рождества Христова
- Покровская церковь, или Храм Покрова Пресвятой Богородицы
- Свято-Алексиевский монастырь
- Троицкий кафедральный собор
- Утоли моя печали
- Соборная мечеть

Армянская церковь представлена Ново-Нахичеванской и Российской епархией Армянской апостольской церкви. Начиная с 2007 года, в районе старого аэропорта осуществляется строительство храмового комплекса, включающего Церковь Святой Богоматери, музей, воскресную школу, спорткомплекс и хачкар, посвящённый памяти жертв Геноцида 1915 года.

## Достопримечательности
В городе находится 476 объектов культурного наследия федерального, регионального и местного уровней.
- Мемориальный комплекс «Парк Победы» на Соколовой горе, в который входят:
  - Музей боевой и трудовой славы и выставка военной техники под открытым небом
  - Памятник погибшим во время Великой Отечественной войны воинам-саратовцам «Журавли», автор Ю. И. Менякин
  - Национальная деревня народов Саратовской области
- Городской парк культуры и отдыха имени М.Горького
- Парк Липки
- Автодорожный мост через Волгу, соединяющий города Саратов и Энгельс
- Набережная Космонавтов, на которой есть Памятник Гагарину Ю. А.[192], Памятник влюблённым[193] и др.
- Саратовская государственная консерватория им. Собинова
- Троицкий собор на Музейной площади
- Храм «Утоли моя печали» на Волжской улице
- Особняк К. К. Рейнеке (1912—1914, архитектор Ф. О. Шехтель, Соборная улица, 22)[194]
- Гостиница «Волга» (бывшая «Астория») на Проспекте Столыпина
- Памятник Чернышевскому работы А. П. Кибальникова
- Памятник В. И. Ленину работы скульптора А. П. Кибальникова, архитектора Ю. И. Менякина
- Памятник героям Краснодона
- Памятник борцам революции 1905 года
- Памятник борцам революции 1917 года[195] на Театральной площади
- Памятник первой учительнице[196]
- Памятник Н. И. Вавилову на площади Кирова[197]

За последнее время Саратов обогатился новыми памятниками:
- Памятник саратовскому губернатору Петру Аркадьевичу Столыпину — открыт 17 апреля 2002, установлен на площади Столыпина (пересечение улиц им. Радищева А. Н. и Первомайской). Автор Вячеслав Михайлович Клыков[198]
- Памятник святым Кириллу и Мефодию — открыт 23 мая 2009, установлен перед главным корпусом Саратовского государственного университета (улица Астраханская, 83). Авторы: Александр Александрович Рожников и Михаил Валерьевич Тихомиров[199]
- Памятник в честь песни «Огней так много золотых» — открыт 14 августа 2009, установлен на проспекте Кирова, напротив гостиницы «Волга». Скульптор Николай Владимирович Бунин[200]
- Памятник Саратовской гармошке — открыт 12 сентября 2009, установлен на проспекте Кирова, напротив кинотеатра «Пионер». Скульптор Владимир Анатольевич Пальмин[201]
- Памятник одноклассникам — открыт 25 мая 2010, установлен на Набережной Космонавтов, напротив Князевского взвоза. Скульптор Владимир Анатольевич Пальмин[202]
- Памятник «Брандмейстер города» — открыт 30 апреля 2015, установлен рядом со зданием ГУ МЧС по Саратовской области (Соборная площадь, 7). Автор Василий Кузьмин[203]
- Памятник Городовому (Василию Васильевичу Гришину) — открыт 12 июня 2015, установлен на площадке перед фонтаном «Каскад» на улице Октябрьская. Скульптор Сергей Сергеевич Кирин[204]
- Памятник «Олег Савин» и «Кот Матроскин» — Олегу Павловичу Табакову — открыт 29 августа 2015, установлен у Саратовского академического театра оперы и балета, напротив Дворца творчества детей и молодёжи имени Табакова О. П.. Скульптор Андрей Александрович Щербаков[205]
- Памятник «Работнику Водостока» — открыт 22 апреля 2016, установлен около здания МУП «Водосток» на улице Белоглинская, 8[206]
- Памятник Олегу Ивановичу Янковскому — открыт 28 мая 2016, установлен в сквере имени О. И. Янковского, рядом с Саратовским академическим театром драмы имени И. А. Слонова. Скульптор Андрей Александрович Щербаков[207]
- Памятник «Хлеб всему голова» — открыт 30 декабря 2017, установлен возле входа в Саратовский государственный аграрный университет имени Н. И. Вавилова (пересечение улиц им. Чапаева В. И. и Советской). Скульптор Владимир Анатольевич Пальмин[208]
- Памятник Юрию Петровичу Киселёву — открыт 4 октября 2018, установлен возле входа в Саратовский академический театр юного зрителя имени Ю. П. Киселёва (новое здание на пересечении улиц им. Чапаева В. И. и Киселёва Ю. П.). Скульптор Николай Владимирович Бунин[209]
- Памятник «Позвони маме» — открыт 1 июня 2019, установлен на одной из аллей центральной части Детского парка, напротив улицы Астраханской. Скульптор Владимир Анатольевич Пальмин[210]
- Памятник братьям Никитиным — открыт 25 декабря 2020, установлен в сквере имени Братьев Никитиных, рядом с Саратовским цирком имени Братьев Никитиных. Скульптор Андрей Александрович Щербаков[211]
- Памятник Петру Великому — установлен на площади Петра I (между Музейной площадью и Речным вокзалом). Торжественное открытие: 22 апреля 2022. Скульпторы — братья Андрей и Сергей Щербаковы.
- Памятник «Бранденбургской Мадонне» Марии Филипповне Лиманской — установлен на въезде в Парк Победы на Соколовой горе (на пересечении улицы Мясницкой и Большого Журавлиного проезда). Открыт 8 мая 2025 года. Скульптор Андрей Александрович Щербаков[212].

Памятники
Чернышевскому Н. Г.
Гагарину Ю. А.
Вавилову Н. И.
Столыпину П. А.
Пётр Великий
Свв. Кириллу и Мефодию
Саратовской гармони
Песне о Саратове
Одноклассникам
Янковскому О. И.
Ленину В. И.

## Кладбища
В Саратове официально 9 городских кладбищ.
- Староелшанское,
- Новое городское,
- Старообрядческое,
- Еврейское,
- Татарское на Соколовой горе,
- Увекское,
- Сторожевское,
- Березинореченское,
- Воскресенское[213].

В 1836 году городские власти дали разрешение на организацию нового кладбища за городской чертой на северо-запад от центра. Землю под кладбище пожертвовал саратовский мещанин Алексей Пичугин, поэтому оно получило название «Пичугино» («Пичугинское»). После строительства Воскресенской церкви кладбище стало называться Воскресенским. Здесь похоронены революционер-демократ Н. Г. Чернышевский, академик Н. И. Вавилов.
Еврейское кладбище Саратова за вокзалом существует примерно с 20-х годов XX века. На сегодняшний день оно насчитывает более 3000 захоронений.

## Место в рейтингах городов России
По версии Forbes, в 2013 году Саратов занимал 10-е место по привлекательности для бизнеса из 30 городов. В 2012 году он занимал 22-е место, в 2010 и 2011 годах не попадал в аналогичный рейтинг.
В 2013 году в генеральном рейтинге привлекательности городской среды проживания, составленном Российским союзом инженеров, Саратов занял 89 место из 165 городов. Учитывались динамика численности населения, транспортная инфраструктура, природно-экологический потенциал, доступность жилья, инновационная активность, благосостояние граждан и другие параметры.

## Города-побратимы
Городами-побратимами Саратова являются:
- Добрич, Болгария (1996)
- Уральск, Казахстан (2003)
- Казань, Россия (1999)
- Каррборо, США (1992)
- Лодзь, Польша (2004)
- Нёвилль-де-Пуату, Франция (1997)
- Тайюань, Китай (1994)
- Ухань, Китай (2015)
- Цхинвал, Южная Осетия/Грузия[218] (2010)
- Шаоян, Китай (2004)
- Братислава, Словакия (1970)
- Самарканд, Узбекистан (2021)[219]

### Города-партнёры
1. Душанбе, Таджикистан (1999)